# Val di Sangro
La val di Sangro è una valle fluviale che si estende lungo il corso del fiume Sangro, nella zona meridionale delle province dell'Aquila e di Chieti. Castel di Sangro è il comune capofila dell'Alto Sangro, mentre nella provincia teatina il centro maggiore è Lanciano; tuttavia, seguendo il corso del fiume, la stretta valle si dirama anche per un tratto del Molise e parte della provincia aquilana, tra Pescasseroli e Roccaraso. Sede di un agglomerato industriale (Sevel-Honda), situato perlopiù nei comuni di Atessa e Paglieta, nonché di ricche risorse naturalistiche, oltre allo sviluppo industriale, la valle vede anche un notevole sviluppo agricolo e vitivinicolo, in particolare nelle zone di Lanciano e Fossacesia.

## Territorio

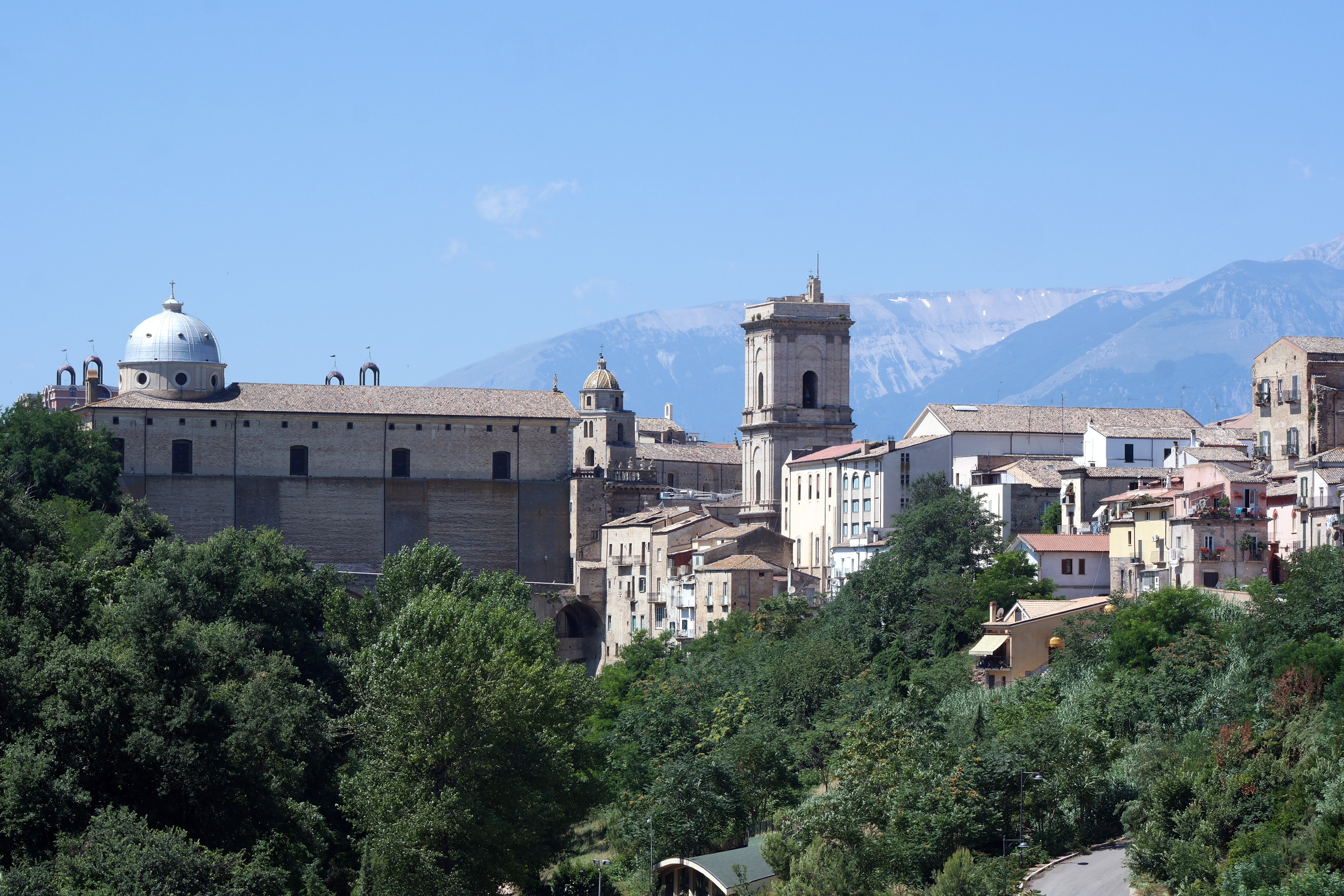
Veduta di Lanciano

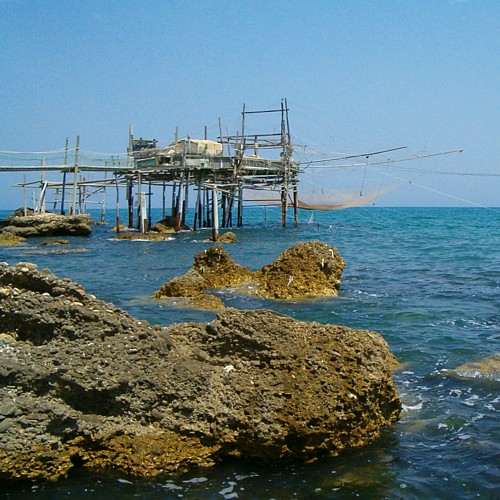
Un trabocco di San Vito Chietino

Il territorio è molto vasto, circondato da alte colline, e presso il Sangro dalla catena montuosa dei Monti Frentani, dei quali la parte più alta è il Monte Pallano (1020 m), assieme al massiccio occidentale della Maiella presso il fiume Aventino. La val di Sangro si sviluppa da nord-est lungo il litorale Adriatico della costa dei Trabocchi, comprendendo i comuni di Fossacesia, Rocca San Giovanni, Torino di Sangro, e segue il fiume sino alla confluenza del Sangro con il fiume Aventino, presso l'oasi naturale WWF Lago di Serranella (zona Sant'Eusanio del Sangro), raggiungendo verso sud-ovest la forra di Quadri e Sant'Angelo del Pesco, immettendosi nel comprensorio montuoso dell'Alto Sangro, dove si trova l'altopiano delle Cinque Miglia, con i centri di Roccaraso, Castel di Sangro, San Pietro Avellana e Rionero Sannitico.
Partendo dal mare, la valle confina a nord con la Valle del fiume Moro, che comprende il territorio delle "ville" di Ortona (Caldari, Rogatti, San Leonardo), la compagna di Orsogna e Guardiagrele; a sud oltre Atessa c'è il confine con la vallata del fiume Sinello e dell'Osento, che sboccano nell'Adriatico alle foci di Casalbordino e Punta Penna; tale confine è segnato dai Monti Frentani, in particolare dal Monte Pallano, con a nord i centri di Bomba e Monteferrante, a sud quelli di Guilmi, Montazzoli, Casalanguida.
Andando verso la forra di Quadri, avviene la trasformazione della vallata, a sud del Sangro si trova l'altopiano di Rosello e Roio del Sangro, i cui monti si collegano a quelli del Molise, tra Agnone e Capracotta, mentre a nord di Quadri si trova il territorio che va a includere l'altopiano dell'Aventino, tra i comuni di Montenerodomo, Gessopalena, Torricella Peligna, Lama dei Peligni, Fara San Martino.
Presso questo confine diventano molto alti i monti: il Monte Pidocchio di Civitaluparella (1297 m), il Monte Vecchio di Montelapiano (1016 m), il Monte Pennapizzuto, e il Monte delle Cese.

### Comprensorio dell'Alto Sangro - Valle dell'Aventino
L'alto Sangro appunto è composto dalle montagne maggiori di Monte Zurrone e Monte Aremogna, note località sciistiche per gli escursionisti e gli appassionati di sport, dove si trovano i comuni di Castel di Sangro, Ateleta e Roccaraso.
- La zona dell'Aventino è inclusa nel percorso culturale "Terre del Sangro Aventino", attraversata appunto da questo fiume che lambisce il lato occidentale della Maiella. I comuni principali, partendo dalla zona pianeggiante, e salendo fino a Palena, sono Casoli, Altino, Roccascalegna, Fara San Martino, Lama dei Peligni, Gessopalena e Montenerodomo. L'Aventino nasce a Palena, e si unisce al Sangro presso l'oasi di Serranella in località Brecciaio (Sant'Eusanio del Sangro). Il territorio a ovest è delimitato da colline montuose, come a Casoli e Roccascalegna, di grande impatto visivo, mentre verso Gessopalena a est e verso Fara San Martino il territorio varia, divenendo più roccioso e umido. A Fara infatti vi sono le gole che portano nella Maiella, dove si trovano i resti dell'abbazia di San Martino in Valle, nonché le sorgenti del fiume Verde. Verso Palena le aree boschive aumentano sempre di più, mentre a est, lungo la montagna, vi sono varie zone carsiche e gole, inclusa la famosa Grotta del Cavallone descritta da Gabriele D'Annunzio ne La figlia di Iorio (1904). A ovest dell'Aventino si trova l'area semi-montuosa di Gessopalena, Torricella Peligna e Montenerodomo, i cui centri sorgono su mura ciclopiche e grossi corni di roccia che spuntano dal terreno fertile. Proseguendo in direzione di Pizzoferrato, si giunge nella gola del Sangro, dove si scende a Quadri.

### Medio Sangro
Il Medio Sangro include le aree di Bomba, Villa Santa Maria, Montebello sul Sangro, Pennadomo, Monteferrante, Montelapiano e Civitaluparella, proseguendo fino ai confini di Quadri e Borrello. La spaccatura del terreno tra i monti di Villa Santa Maria (il Monte Cresta) e i Monti Frentani del Monte Pallano è stata formata dall'erosione dovuta allo scorrimento del fiume Sangro. La zona fu industrializzata nel 1957 con la costruzione della diga del lago di Bomba, che fornisce energia idroelettrica e turismo. Anche le montagne sopra Monteferrante sono state attrezzate con dei generatori eolici. Le gole del Sangro proseguono fino a Borrello, dove c'è il confine di due province, la provincia di Isernia (comuni di Agnone, Pescopennataro e San Pietro Avellana) e la provincia dell'Aquila (Ateleta, Castel di Sangro), dove c'è il confine con il comprensorio dell'Alto Sangro.
Lungo questa gola scavata dal fiume, il confine settentrionale con la vallata dell'Aventino è dato dal Rio Secco, dove si trova lo spuntone roccioso del borgo di Roccascalegna, che confina con Altino e Gessopalena a nord.

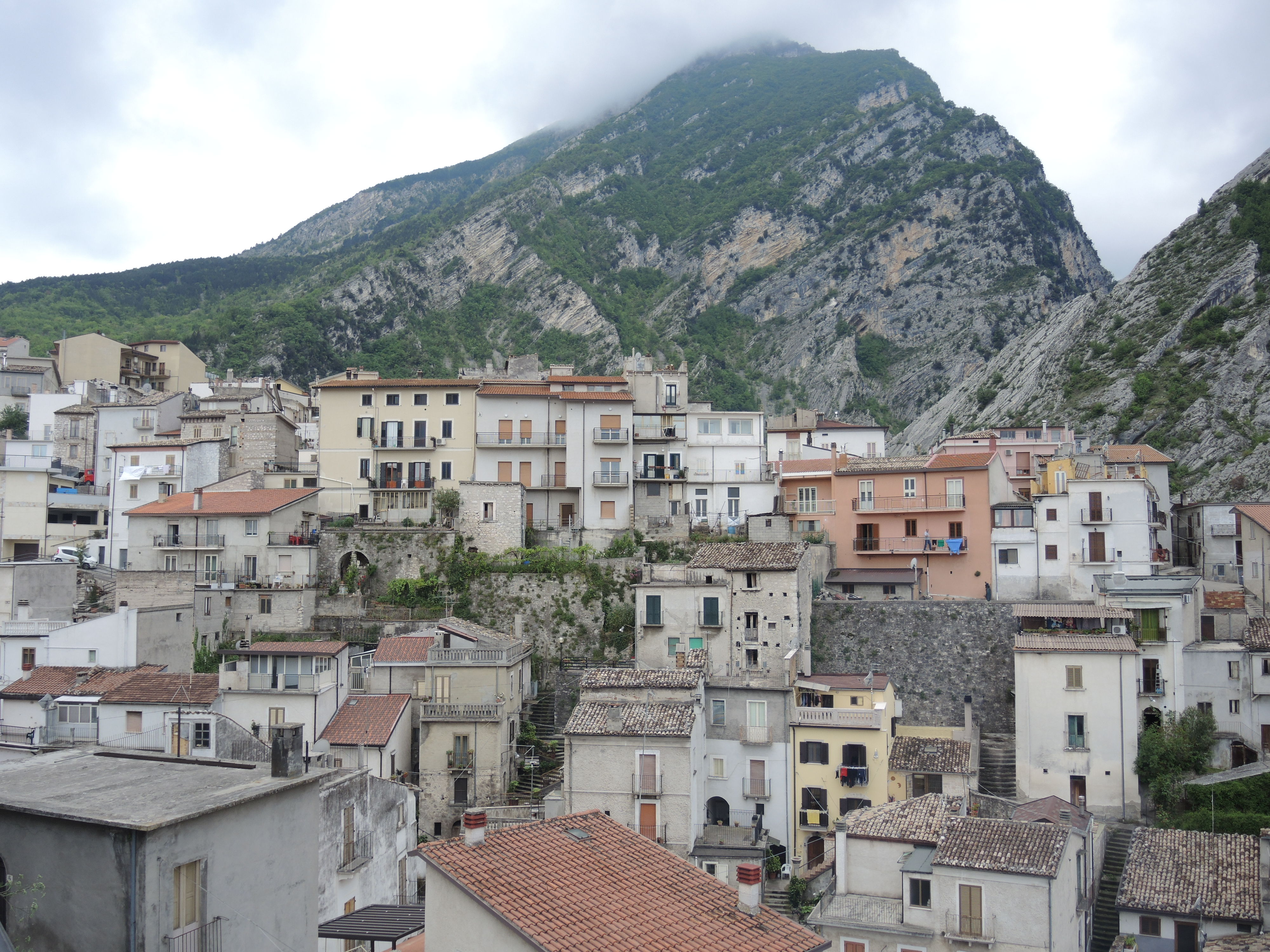
Panorama di Fara San Martino con dietro la Maiella

### Basso Sangro - Mare Adriatico
Il Basso Sangro è la parte della conca di Lanciano e Atessa, dove nel 1981 è stato costituito il complesso industriale Honda-Sevel. Il terreno è pianeggiante, costituito dalle varie specie di piante della macchia mediterranea, con lecceti a Torino di Sangro e Fossacesia, e numerose piante invasive come canneti ed erbe palustri, che crescono specialmente sulle sponde del fiume Sangro, fino alla foce di Fossacesia Marina. Le campagne coltivate sono popolate da ulivi e vigneti, che seguono l'andamento ondeggiante e dissestato dei colli, specialmente verso Atessa e Lanciano, nell'area popolosa di contrada Sant'Onofrio. Il dislivello del terreno è sempre costante da Lanciano fino al mare, passando per i centri di Mozzagrogna, Santa Maria Imbaro e Fossacesia centro, sul cui promontorio finale si trova il golfo di Venere. La città di Lanciano è costituita da tre colli maggiori, Colle Erminio, Colle Selva e Colle Pietroso con i quartieri medievali; mentre la città nuova si staglia su un quarto colle che procede in declivio con spaccatura verso l'area urbana di Santa Rita.
L'area che va da Lanciano ad Atessa, attraverso la zona pianeggiante del Brecciaio di Sant'Eusanio del Sangro è costituita da colli franosi che mostrano dei calanchi, costituitisi con l'attività millenaria di erosione del terreno. In località Serranella, dove c'è un'oasi naturale WWF, si incontrano i fiumi Sangro e Aventino, formando una grande unità che sfocia nel mare. Presso Atessa l'area si fa più alta e collinare, fino a raggiungere parti montuose nei comuni di Perano e Archi. La vallata pianeggiante è divisa in due dal fiume, fiancheggiato dalla SS Fondovalle Sangro, che porta fino a Castel di Sangro.
Inoltre tale area, oltre allo sviluppo industriale, ha visto anche lo sviluppo urbano di molti piccoli comuni, che hanno costituito un unico complesso residenziale intorno al complesso della Sevel di contrada Saletti di Atessa. Le contrade più sviluppate sono Quadroni, Piane d'Archi, Piazzano d'Atessa, Montemarcone di Atessa, Selva Piana e Selva d'Altino. Presso il mare si trova la famosa costa dei Trabocchi, che comprende i comuni di Fossacesia, Torino di Sangro e Rocca San Giovanni, le cui spiagge sono caratterizzate da una depressione del terreno che a tratti scende a strapiombo sul mare.

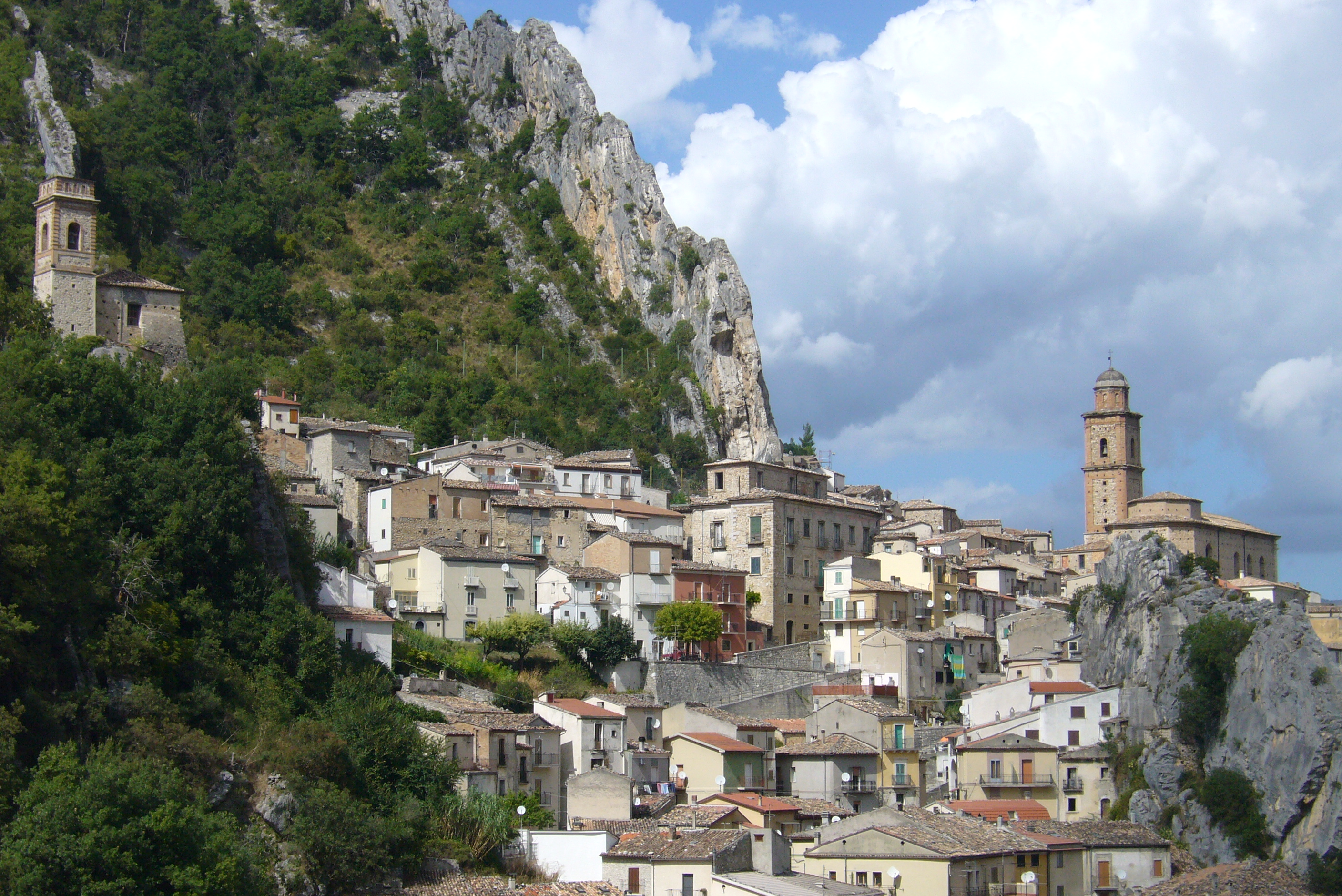
Panorama di Villa Santa Maria

### Monti e fiumi

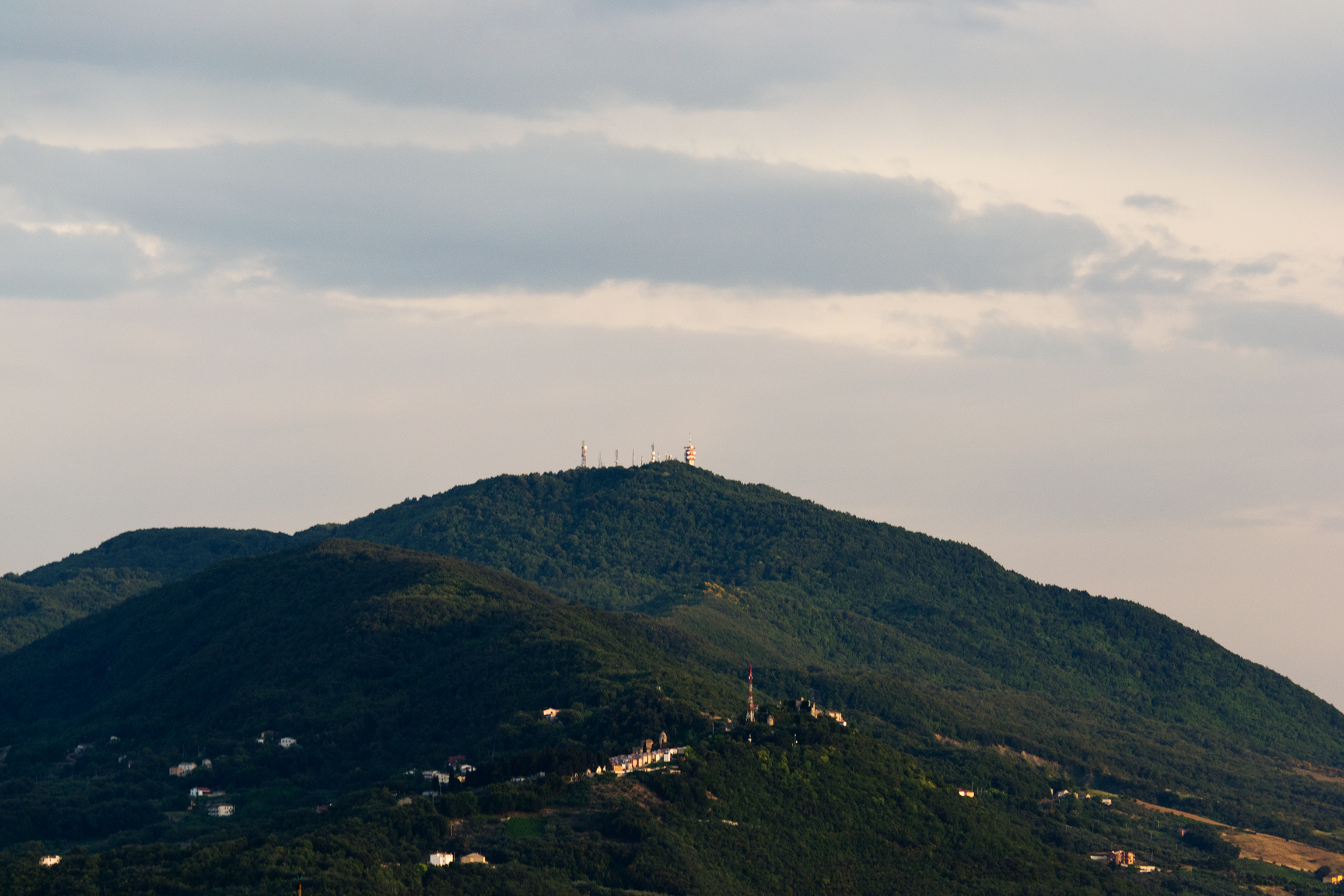
Monte Pallano

- Monte Pallano (1020 m) - tra Bomba e Tornareccio, col sito archeologico di Pallanum.

Il sito di importanza comunitaria dei Monti Frentani e del relativo fiume Treste, nel cuore dell'entroterra vastese, al confine con il Sangro, rappresenta l'area boschiva di maggiori dimensioni meglio conservata di quest'area della provincia di Chieti. Si tratta di un'area di oltre 4.000 ettari che comprende il medio e l'alto corso del Treste, e i rilievi tra i più elevati dell'area frentana. Il sito include l'area di Montefreddo (925) presso il territorio di Palmoli, che in precedenza era inquadrato come sito comunitario a sé stante, poi il Colle Casale (725 m) presso Carunchio e il Colle della Carunchia (1160 m) e il bosco omonimo di Torrebruna. Le formazioni boscose vedono la presenza di estese cerrete, faggete e formazioni ripariali; il fiume Treste presenta un letto ghiaioso con affioramenti di gesso.
L'area in questione rappresenta il nucleo principale di un possibile Parco Naturale della Montagna Vastese e dei Monti Frentani, al quale aggregare altri siti di importanza comunitaria e altre zone di elevato interesse naturalistico e storico, come è stato fatto con il comprensorio culturale della Val di Sangro. Tra questi siti ci sono il torrente Monnola e il bosco di Collerotondo e Cretone (tra Carunchio e Celenza), che oltretutto è naturale prosecuzione del bosco della Carunchina. Si tratta di un'area in cui sono presenti specie e habitat protetti.
Il fiume Sangro nasce a 1441 metri sulle pendici del Monte Turchio, sotto il Passo del Diavolo (tra Gioia dei Marsi e Pescasseroli). Dopo un percorso di 122 km verso est, sfocia nel mare Adriatico tra Torino di Sangro (località Lago Dragoni) e Fossacesia Marina. Il suo bacino imbrifero ricopre una superficie complessiva di 1542 km q., che interessa solo marginalmente la regione Molise, coprendo per il 4% la provincia di Isernia (la parte di Capracotta, San Pietro Avellana e Sant'Angelo del Pesco), il 59% della provincia di Chieti e il 37% quella dell'Aquila.

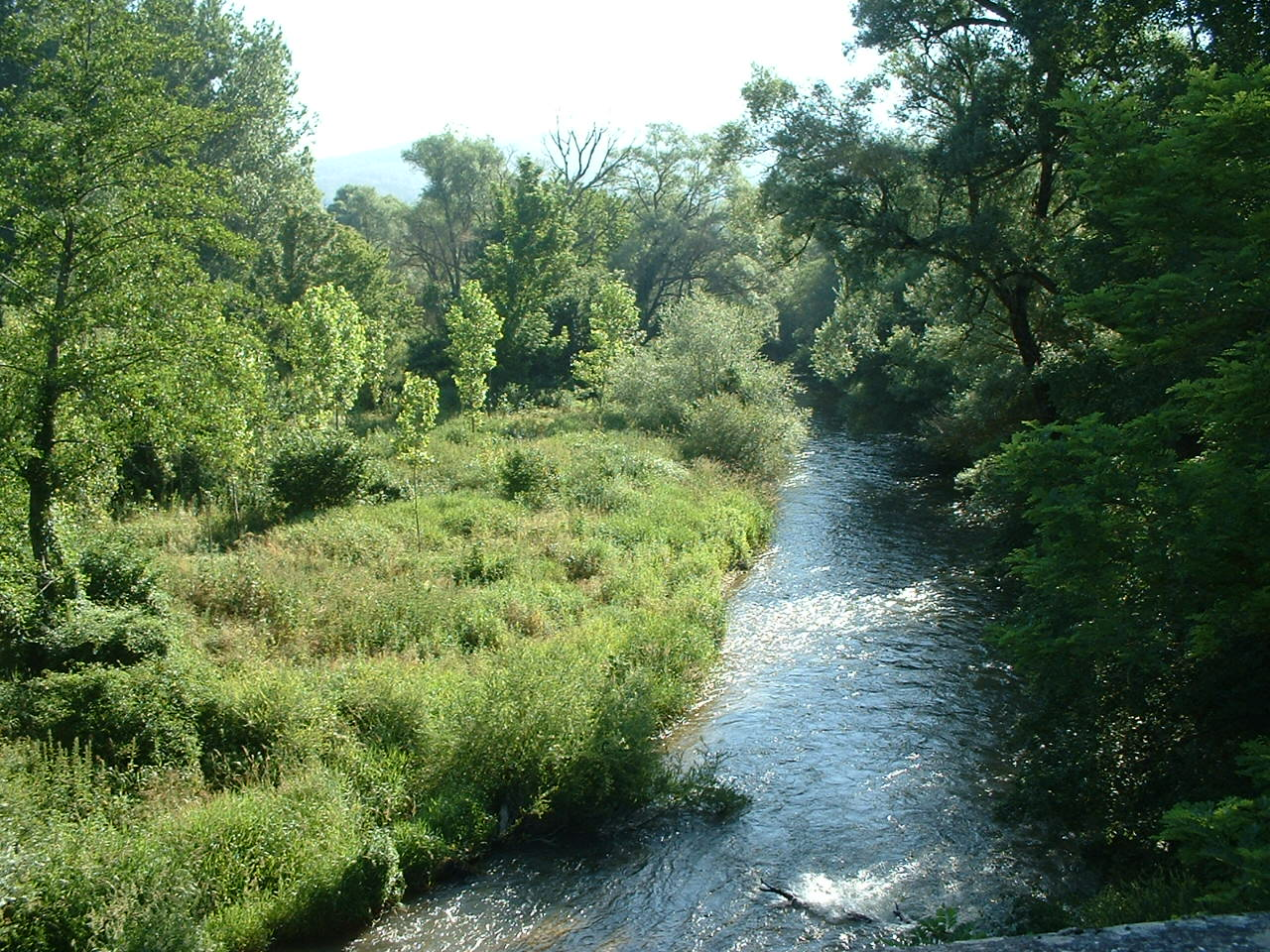
Il Sangro all'altezza di Ateleta (AQ)

Inizialmente scorre da nord-ovest a sud-est in gole e strette e profonde, presso Villetta Barrea (AQ) forma il lago artificiale di Barrea; subito dopo oltrepassa il centro di Alfedena, immettendosi nel piano di Castel di Sangro, a confluenza con la regione Molise, ricevendo le acque del torrente Zittola. Il Sangro oltrepassa Ateleta, dividendo la forra nord, nella provincia dell'Aquila, e quella sud di San Pietro Avellana, Capracotta e Pescopennataro nel Molise. In quest'area di confine tra le due regioni, il Sangro si allarga ricevendo i contributi del torrente Parello, in riva orografica sinistra, e quelli del rio Verde e dei torrenti Turcano e Gufo, in riva orografica destra, torrenti che stanno nel piano dell'Aventino, il fiume maggiore che lambisce la Maiella.
Il fiume subisce un ulteriore allargamento formando il lago artificiale di Bomba, costituito nel 1957, con la capacità di 83 milioni di m cubici, e dalla diga, esso si restringe notevolmente rispetto alla portata originaria, che occupava praticamente tutta l'area compresa tra Piane d'Archi-Piazzano d'Atessa, Serranella-Saletti; forma un invaso artificiale incontrandosi con l'Aventino presso l'asi naturale di Serranella, oasi istituita nel 1981, l'invaso è stato realizzato per scopi irrigui e industriali, e grazie alla restituzione da parte della centrale idroelettrica del lago Sant'Angelo (Casoli), anch'esso artificiale, e della filiale situata a Selva di Altino, il Sangro riacquista un aspetto alquanto naturale, con un andamento meandriforme, che mantiene fino alla foce nel mare Adriatico.
Quanto alle sorgenti del fiume Verde a Fara San Martino, l'abbondanza delle acque purissime e la vegetazione particolarmente ricca, caratterizzano quest'area presso le gole della Maiella. Le acque cristalline nascono sulla cima del Monte Acquaviva, dopo un lento percorso sotterraneo riaffiorano dalla profondità a valle del canyon, presso l'abbazia di San Martino in Valle. Questa risorsa importante, unita alla laboriosità dei cittadini faresi, ha segnato la storia del centro e la tradizione del borgo, con la presenza di mulini, l'orto oggi perduto dell'abbazia, di antiche manifatture tessili, e il rinomato pastificio De Cecco; dal 1904 le sorgenti alimentano l'Acquedotto del Verde, che rifornisce d'acqua Fara e le città a valle di Lanciano e Castel Frentano.

### Caverne

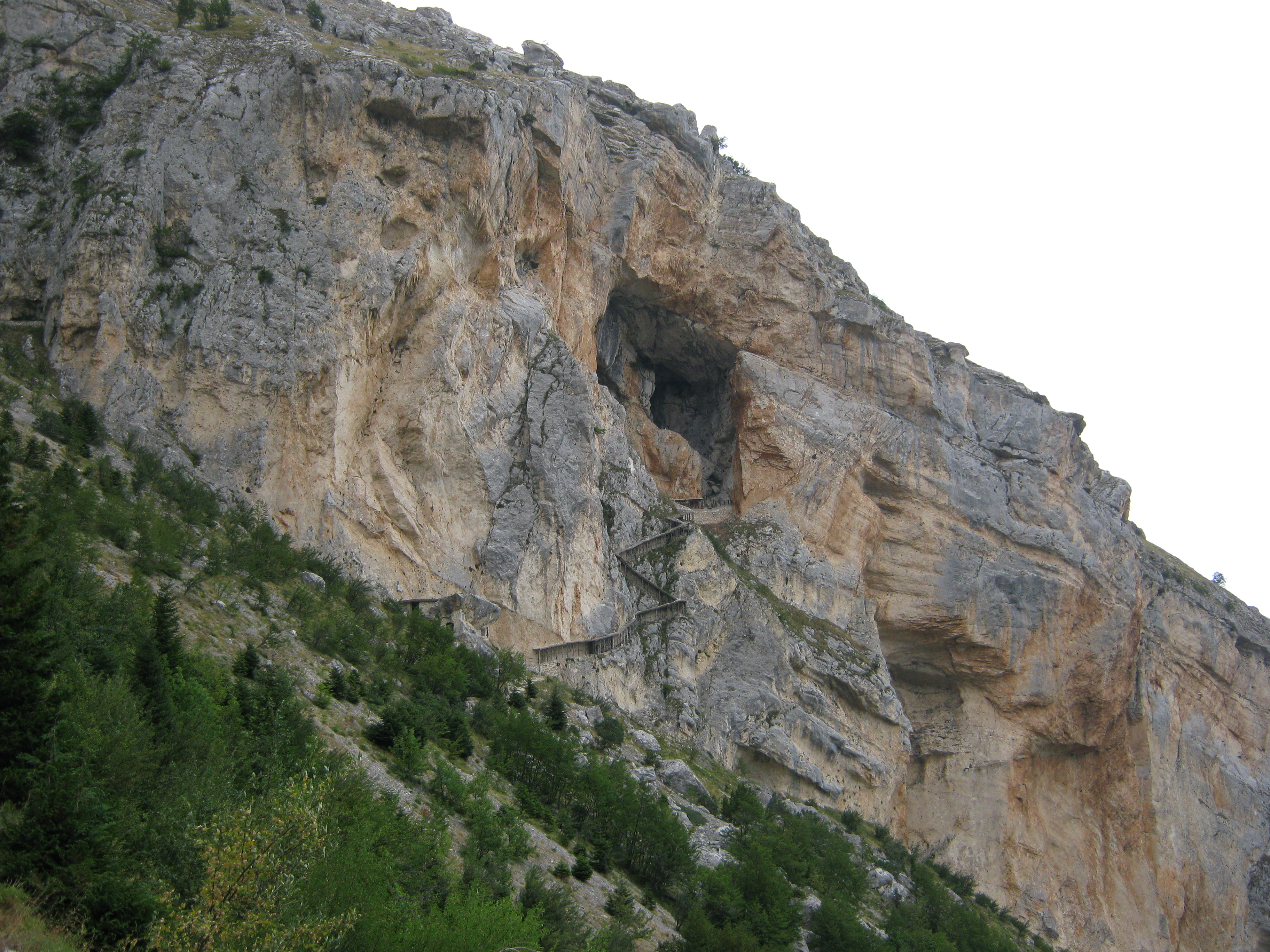
Grotta del Cavallone

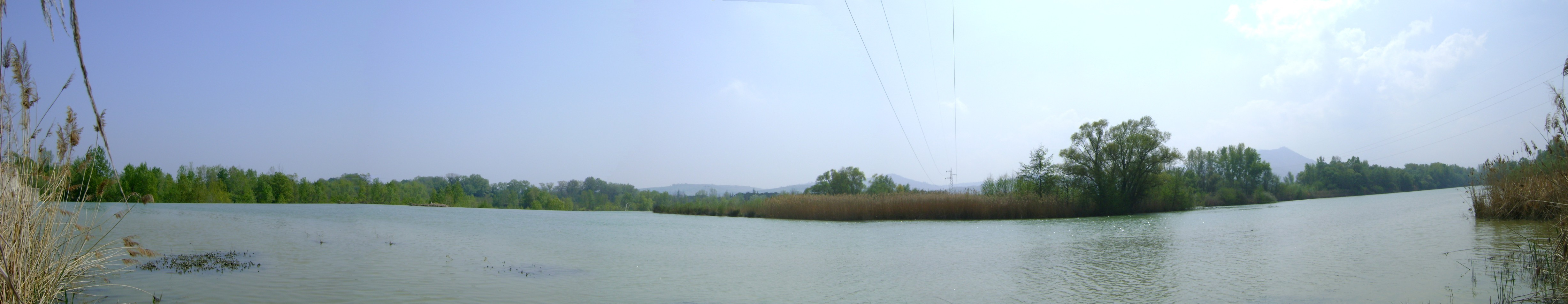
Oasi di Serranella

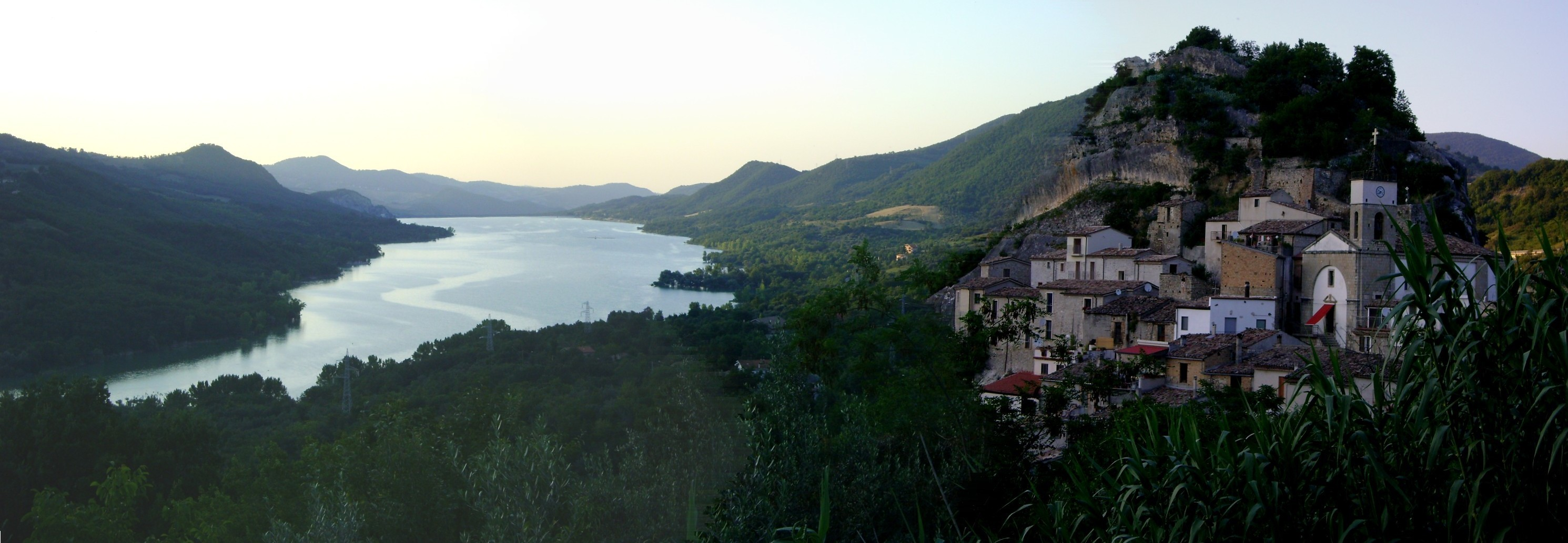
Lago di Casoli

### Flora e fauna
La parte del Sangro volta tra Lanciano, Fossacesia e Atessa, è frequentata soprattutto da specie di volpi, tassi e cinghiali, che spesso arrecano gravi problemi all'agricoltura locale.

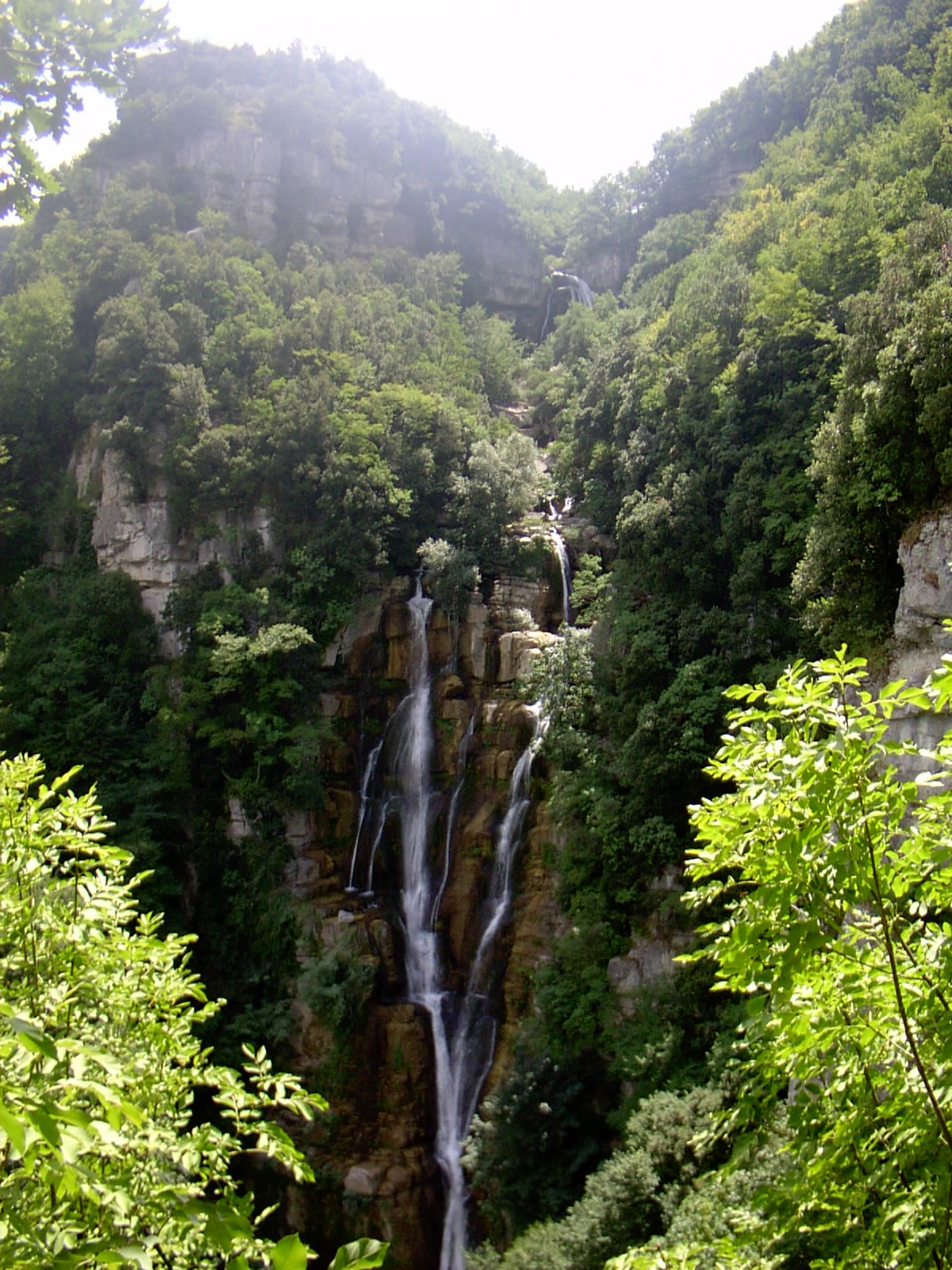
Cascata del Verde, riserva di Borrello (CH)

Area di grande interessa floristico e faunistico è la Riserva del fiume Verde presso Borello. Il bacino è uno dei meglio conservati del Sangro, sia per l'elevata qualità biologica delle acque, che per la presenza di elementi faunistici di pregio, quali il gambero di fiume (che è il simbolo della riserva), il granchio di fiume, e la trota fario. Fra gli uccelli legati all'ambiente del medio-alto Sangro, si ricordano la poiana, il merlo acquaiolo, la ballerina gialla, lo sparviere, il gufo comune, il falco pellegrino, il nibbio reale.
La ricca vegetazione della riserva e il suo basso livello d'antropizzazione, hanno favorito la presenza di mammiferi quali l'ulisiva puzzola, il gatto selvatico; da un punto di vista forestale, il territorio è caratterizzato da nuclei estesi di abete bianco, ma ciò che rende unico il patrimonio botanico sono le profonde incisioni naturali scavate dal fiume Verde sulla roccia.
Lungo il corso del fiume Verde, si ha un'estesa boscaglia alveare di salici cespugliosi (Salix triandra, Salix purpurea, Salix eleagnos). I pascoli e gli ex coltivi sono coperti da ginestre, finepri, prugnoli, e specie di orchidee.

### Riserve naturali
- Riserva naturale guidata Lecceta di Torino di Sangro
- Oasi di Serranella
- Sorgenti del Verde e Gole di Fara San Martino
- Lago Sant'Angelo, artificiale, tra Casoli e Gessopalena
- Lago di Bomba, tra Bomba, Colledimezzo e Pennadomo
- Falesia di Pennadomo: caratteristica rupe di colore rossastro, lambita dal torrente San Leo, prima di affluire nel lago di Bomba. La falesia di Pennadomo è un grosso spuntone roccioso affiorato dalla terra, che sorregge l'abitato medievale, è un punto di attrazione per gli sportivi amanti dell'arrampicata. L'affioramento emerge da strati di argilla, disposti in modo verticale, e sono il risultato di sedimentazioni preistoriche accumulate nel fondo dei mari, che occupavano la vallata milioni di anni fa, poi scomparsi con le trasformazioni geologiche. La stessa Maiella è un monte che lentamente è sorto dalla terra che era occupata dal mare. Un altro esempio di falesia rocciosa sorta dal mare, e oggetto a continue trasformazioni, è quella posta all'ingresso delle fole di Fara San Martino.
- Parco Le Acquevive: posto nel territorio comunale di Taranta Peligna, interessa le sponde del fiume Aventino, dove è presente questa sorgente "Acquevive". Il parco è provvisto di attrezzature per percorrere canottaggio, o di sentieri naturali, è stato riqualificato nel 2012 con un percorso all'aperto di sport e fitness.

## Storia

### Origini e i popoli italici

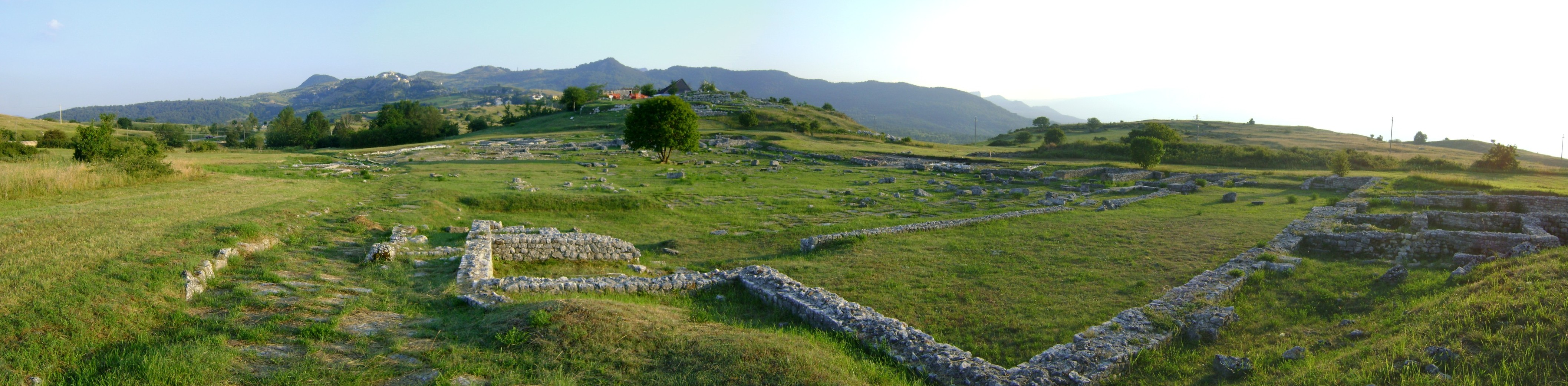
Juvanum: a destra la basilica, al centro il foro, a sinistra la via Orientale e sullo sfondo la collina dell'acropoli

La valle fu popolata sin dal 5000 a.C. circa, anche se presso Palena (Monte Coccia) e Lama dei Peligni (villaggio Fonte Rossi e località Corpisanti) sono stati trovati reperti archeologici risalenti al paleolitico. Nei millenni a seguire, durante l'era degli Italici (VII-V secolo a.C.), le tribù dei Sanniti, migrando dall'Umbria, seguirono il fiume Sangro, stabilendosi in varie zone della valle, durante la pratica religiosa del Ver sacrum (ossia la primavera sacra). Presso la parte a mare della vallata, si stabilirono i Frentani, i quali occuparono anche zone più a sud nel Molise (Larinum, Cliternia, Arx Calenda), la loro capitale fu la città di Anxanum (Lanciano). Tracce dell'uomo in quest'area risalgono all'epoca neolitica, dai ritrovamenti di due villaggi di capanne di fango e argilla, presso le località Serre e Marcianese, addirittura secondo Romanelli la primitiva città sopra cui sorge l'attuale Lanciano sarebbe stata popolata dagli Aborigeni, successivamente i Sanniti Frentani la colonizzarono, ed eressero la cittadella sopra il Colle Erminio, dove oggi si trova il quartiere Lanciano Vecchio; erano popolati, anche se in forma più scarsa, i due colli Selva e Pietroso.
Altri siti archeologici di città abitate dai Frentani sono sparsi nella valle; prima dei cambiamenti urbanistici portati da Roma nel I secolo a.C., queste città, eccettuata Anxanum, erano per lo più piccoli agglomerati fortificati, le arces italiche, dotate di piazza, cittadella con tempietti e palazzo del potere, e queste conurbazioni dovevano sorgere tra i centri di Castel Frentano, Fossacesia, Atessa, Casoli.
Gli altri popoli stanziati nella valle furono i Carecini, stanziati nel territorio di Montenerodomo (Juvanum) e Alfedena (Aufidena), Quadri (Trebula) e Casoli (Cluviae), che confinavano con i Peligni, i Marrucini e i Frentani. Nel territorio di Atessa, compreso tra il colle dove sorge la città, e la montagna con l'abitato fortificato di Pallanum, era stanziata la tribù dei Lucanati, detti anche Lucani del Sangro; più avanti, quando venne fondato il monastero di Santo Stefano in Lucana (Tornareccio), si ebbero delle ipotesi molto forti sulla presenza di questa popolazione, dato che lo stesso feudo era chiamato come loro.
L'economia si basava sul commercio agricolo, favorito dalle mulattiere dei tratturi, presso cui i viandanti e i commercianti si spostavano per raggiungere città e altri territori, seguendo il fiume. Con lo scoppio delle guerre sannitiche nel III secolo a.C. le montagne divennero luogo abitativo delle popolazioni, dove vennero costruite anche roccaforti e cinte murarie per fronteggiare il nemico romano. L'esempio perfetto è l'area archeologica di Pallanum, cittadella fortificata presso Tornareccio, dotata di mura ciclopiche; altre mura ciclopiche furono rinvenute nella montagna tra Torricella Peligna, Palena e Lettopalena.

### Età romana

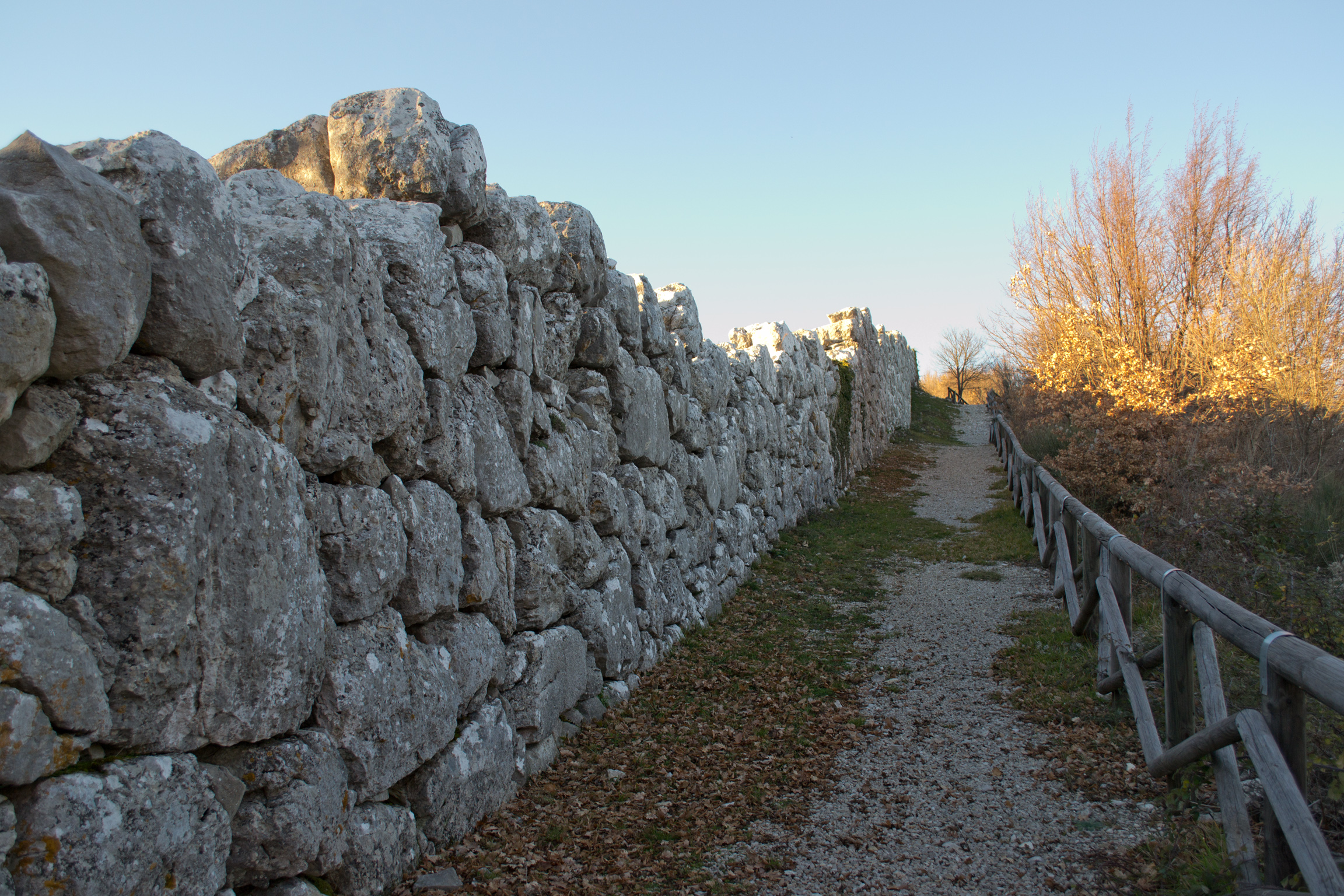
Mura megalitiche di Pallanum

Nel III secolo a.C. i Romani conquistarono tutti i villaggi e le città della Frentania (si ricorda il trattato di allenza del 404 a.C., cui aderirono soprattutto i gli Anxanensi), specialmente dopo la guerra sociale dell'88 a.C., e così Anxanum fu una delle principali città ad essere fregiata del titolo di municipium, nel 91 a.C., venendo dotata di un foro, di nuovi templi e di un teatro. Alcuni di questi reperti, come il ponte di Diocleziano del III secolo d.C. sotto al cattedrale, si conserveranno in parte perché inglobati nelle chiese, come negli esempi di San Biagio e San Francesco. L'imperatore Diocleziano fece erigere il ponte per collegare meglio la città romana sul Colle Erminio alla piana delle fiere, dove si sviluppavano i tratturi per la valle. Romanizzate furono anche le città di Juvanum e Cluviae, dove sono presenti i resti della classica basilica, e di teatri romani, il foro punto di incontro tra le strade del cardo e il decumano, le ville rustiche, i complessi termali, e le aree dei ludi, ossia gli anfiteatri.
Secondo lo storico Pietro Pollidori, Anxanum aveva molti templi, dove oggi sono sorte le chiese principali, e anche un anfiteatro presso l'area del palazzo arcivescovile. Vari sono i casali rustici sparsi per la valle, che successivamente con l'età volgare (IV secolo d.C. in poi), daranno i nomi alle relative contrade. Il cristianesimo si diffuse a partire dal IV secolo d.C., è certo che alcuni casali rustici con i patrizi romani ospitarono dei sacelli sacri per le cerimonie cristiane; secondo la leggenda, il soldato romano Longino a Lanciano fu ribattezzato San Legonziano, dato che da quella città proveniva, e presso la sua casa venne edificata una cappella, nell'VIII secolo affidata ai monaci Basiliani, che eressero il convento dei Santi Legonziano e Domiziano, dove si verificò inoltre il miracolo eucaristico dell'ostia, e che nel 1258 divenne il monastero di San Francesco.
Esempi più concreti del cristianesimo si hanno a partire dall'XI secolo, con la costruzione dei cenobi benedettini, dipendenti dapprima dall'abbazia di Farfa o dall'abbazia di Montecassino, e poi dotate di autonomia propria; sorsero l'abbazia di San Giovanni in Venere (829, ma rifatta nel 1060 dall'abate Oderisio I), l'abbazia di Sant'Angelo in Cornaclano (1115, presso Fresagrandinaria), il monastero di San Barbato a Pollutri (1015), il monastero di Santo Stefano in Lucana (Tornareccio), il monastero di San Martino di Paglieta, l'abbazia di Santo Stefano in Rivomaris (VIII secolo, presso la costa di Casalbordino). Già due secoli prima la valle fu luogo di approdo dal mare di monaci dell'ordine Basiliano della Turchia, che emigrarono da Bisanzio per tumulti religiosi; si ha la certezza della presenza di San Falco che si stanziò a Palena, Sant'Orante, che andò nella Marsica a Ortucchio, San Nicola Greco che peregrinò per Guardiagrele, dove morì e fu sepolto nella chiesa di San Siro, poi di San Francesco d'Assisi, venerato però anche dalle parti di Rosello e Borrello, Sant'Onofrio eremita, che avrebbe dimorato in un romitorio sulla cima del colle della contrada omonima di Lanciano, dove si trova una piccola chiesa in rovina.

### Medioevo

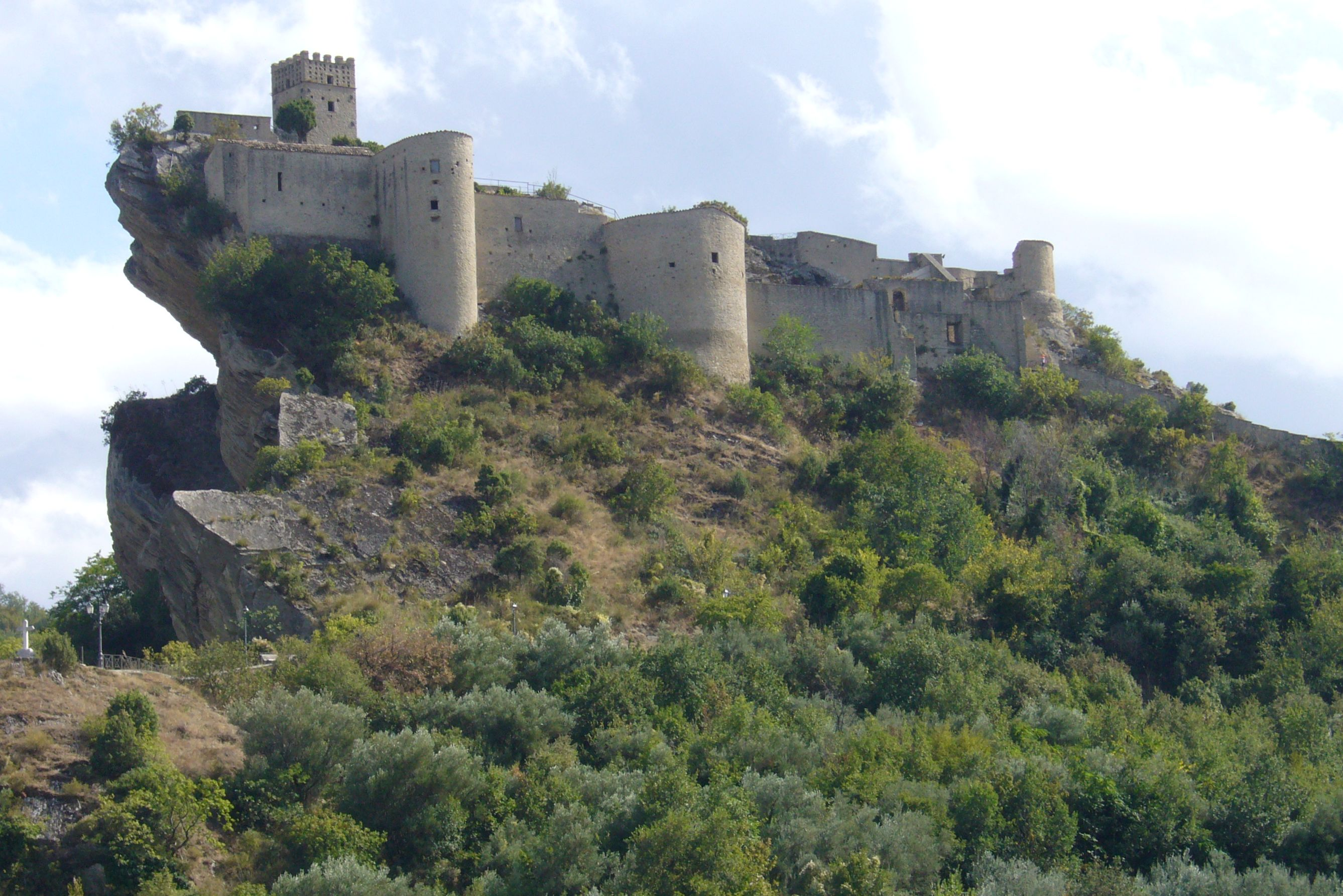
Castello medievale di Roccascalegna

La valle, subito dopo la caduta di Roma nel 476 d.C., fu certamente invasa dai barbari, nonché saccheggiata dai Saraceni presso le coste, i quali spesso e volentieri risalivano il fiume, compiendo scorrerie anche nei paesi dell'entroterra, come si verificò analogamente sul fiume Aterno, dal porto di Pescara, arrivando sino a Corfinio. Il periodo di transizione dei governi dei Goti, poi dei Bizantini, fu di estrema decadenza per le città già esistenti, e di imbarbarimento dei costumi e degli usi, soltanto la religione cristiana proliferò, accrescendo sempre di più il numero dei convertiti.
Nel IX secolo la vallata entrò a far parte del regno longobardo, e del ducato di Benevento. Dopo i rivolgimento politici e la discesa in Italia di Carlo Magno, i suoi luogotenenti divisero il territorio abruzzese in sette comitati, l'area del Sangro con Lanciano andò a far parte del Comitato Teatino di Chieti, che accrebbe il suo potere con la dinastia degli Attoni di Provenza, e poi dei Trasmondi. Costoro eressero molti castelli nell'area, di cui si ricorda il Castello di Septe presso Mozzagrogna, e le fortificazioni presso Atessa e Castel Frentano.
Dal canto religioso, l'abbazia di San Giovanni in Venere acquistò molti possedimenti nella vallata soprattutto con i privilegi dei pontefici, a partire dal privilegio del 1173 di papa Alessandro III, che le concesse la giurisdizione di Vasto (allora Guasto d'Aimone), e per questo nei piccoli centri attorno, come Casoli, Rocca San Giovanni eccetera si sviluppò il fenomeno dell'incastellamento. Nuovi villaggi medievali fortificati nacquero dalle rovine romane, specialmente a Lanciano, presso il Castrum Lanzani sorto a Lancianovecchia sopra le rovine di Anxanum. I Normanni ebbero in feudo una larga parte della vallata, sotto il dominio dei Conti di Manoppello, proseguirono l'operato dei longobardi fortificando ulteriormente i castelli, come l'esempio della Torre Normanna, oggi inglobata nel Castello di Casoli, o delle Torri Montanare a Lanciano. Nel frattempo alcuni siti romani vennero reimpiegati anche per l'uso religioso, come i casi di Juvanu, dove sorse la distrutta abbazia di Santa Maria in Palazzo, e a Trebula, dove fu costruita l'abbazia di Santa Maria dello Spineto. Nel XIII secolo presso la Maiella peregrinò il monaco Pietro da Morrone, alias Celestino V, che fondò alcuni eremi intorno a Palena e Lama, come l'esempio dell'eremo della Madonna dell'Altare
La città di Lanciano era il fulcro principale dell'economia della vallata, insieme ad Atessa; crocevia dei tratturi e delle fiere dei mercati (le "nundinae"), che si tenevano sul Piano delle Fiere a ridosso del Colle Erminio. La produzione tipica era quella delle ceramiche, ancora oggi esistente, anche se erano prodotte in diverse varietà in tutto l'Abruzzo.
La val di Sangro fu nel 1421-23 attraversata dagli eserciti di Giovanna II di Napoli e Braccio da Montone per ridurre all'obbedienza le città, per l'imminente guerra di successione per la Corona di Napoli, tra partito angioino e quello aragonese. In quest'epoca si inasprirono ancor più gli storici contrasti tra le città di Lanciano e Ortona per il controllo del porto commerciale di San Vito.

### Dal Cinquecento al Settecento

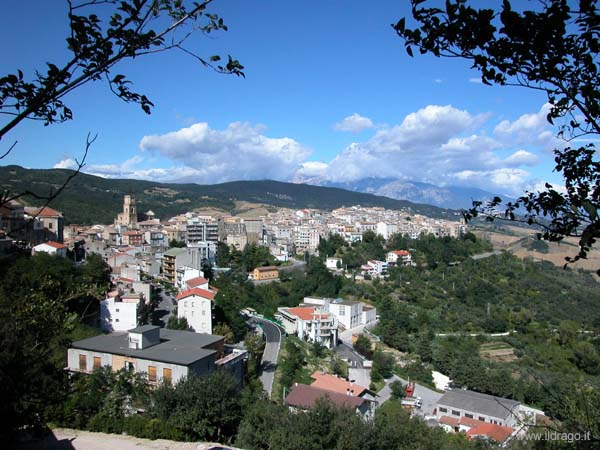
Veduta di Atessa dal colle della colonna San Cristoforo

Per tutto il XVI secolo-XIX secolo la valle rimase fiorente grazie ai tratturi e ai commerci dei prodotti agricoli, nonostante ci fossero insofferenze per attacchi dei turchi, come quello del 1566, e per la malaria scaturita dalle acque del Sangro. La città di Lanciano godeva dal 1304, con diploma di Carlo II d'Angiò, di città libera nel regio demanio, e fu la capitale di una grande contea che comprendeva i feudi da Frisa a San Vito Chietino, da Castel Frentano a Civutaluparella, con l'aggiunta di tutti i feudi posti al nord del Sangro, sino a Casoli.
Con la crisi economica e politica, e i rivolgimenti sociali che segnarono gli anni finali di Ferdinando il Cattolico al governo di Napoli, dopo la guerra di potere tra i francesi di Francesco I di Francia e Carlo V di Spagna, i feudi e le contee iniziarono a perdere lentamente il potere sui terreni, l'equilibrio del regio demanio instaurato dagli Angiò, e proseguito poi dagli Aragona, iniziò sempre più a indebolirsi. Nella metà del XVI secolo Lanciano fu teatro di scontri sanguinosi e fratricidi tra le due famiglie patrizie dei Ricci e dei Florio, la guerra privata coinvolse anche alcuni centri della vallata, le battaglie si consumarono anche a Paglieta, roccaforte di alcuni membri delle casate nemiche; la carestia e la pestilenza del 1646 portò la città lancianese alla capitolazione per indebitamento, e venne acquistata dal Marchese d'Avalos del Vasto.
Fu una tremenda umiliazione per la città, che come altre, perse molti poteri riguardo al controllo delle vaste terre al di là del Sangro, e che si era ridotta a semplice conquista personale di un signorotto che faceva le veci del sovrano spagnolo a Napoli; come in altre parti del Regno di Napoli e del Giustizierato d'Abruzzo, la vallata del Sangro durante il governo spagnolo fu schiacciata dalle imposte esose, e dal passaggio dei drappelli e le squadracce dell'esercito spagnolo, che depredavano e indebolivano le economie già precarie dei piccoli centri; il frazionamento in baronie, signorie, contee della vallata, segnò la grave crisi economica della vallata, che durò fino alla metà del Settecento.
Tra le signorie più influenti che governarono i feudi si ricordano i Caracciolo, i Carafa, i D'Avalos, che avevano i loro facenti le veci a Lanciano e Colledimezzo, i De Laureto a Roccascalegna, discendenti dai conti di Manoppello. La compravendita costante di terreni, e i passaggi delle "universitates" (le organizzazioni municipali, il cui governo era separato dal potere feudale del barone o del signore di turno) da un signorotto all'altro, non sanificarono i debiti sempre più esosi, sicché molti centri vennero letteralmente venduti all'asta, e per questo si scatenarono anche le rivolte popolari per l'aumento dei prezzi del pane e del sale; a Lanciano sulla scia di Masaniello di Napoli, si ricorda la rivolta di Carlo Mozzagrugno, che assaltò il palazzo d'Avalos (l'attuale Palazzo De Crecchio).

### Dal Settecento al primo Novecento
Il terremoto di Sulmona del 1706 danneggiò i paesi di Lama, Palena e Fara San Martino. Lanciano tentava di tirare avanti con le annuali fiere mercantili, anche se i controlli alla gabella del dazio e le continue tassazioni ne minacciavano lo stesso svolgimento, rischiando la chiusura totale dei mercati.

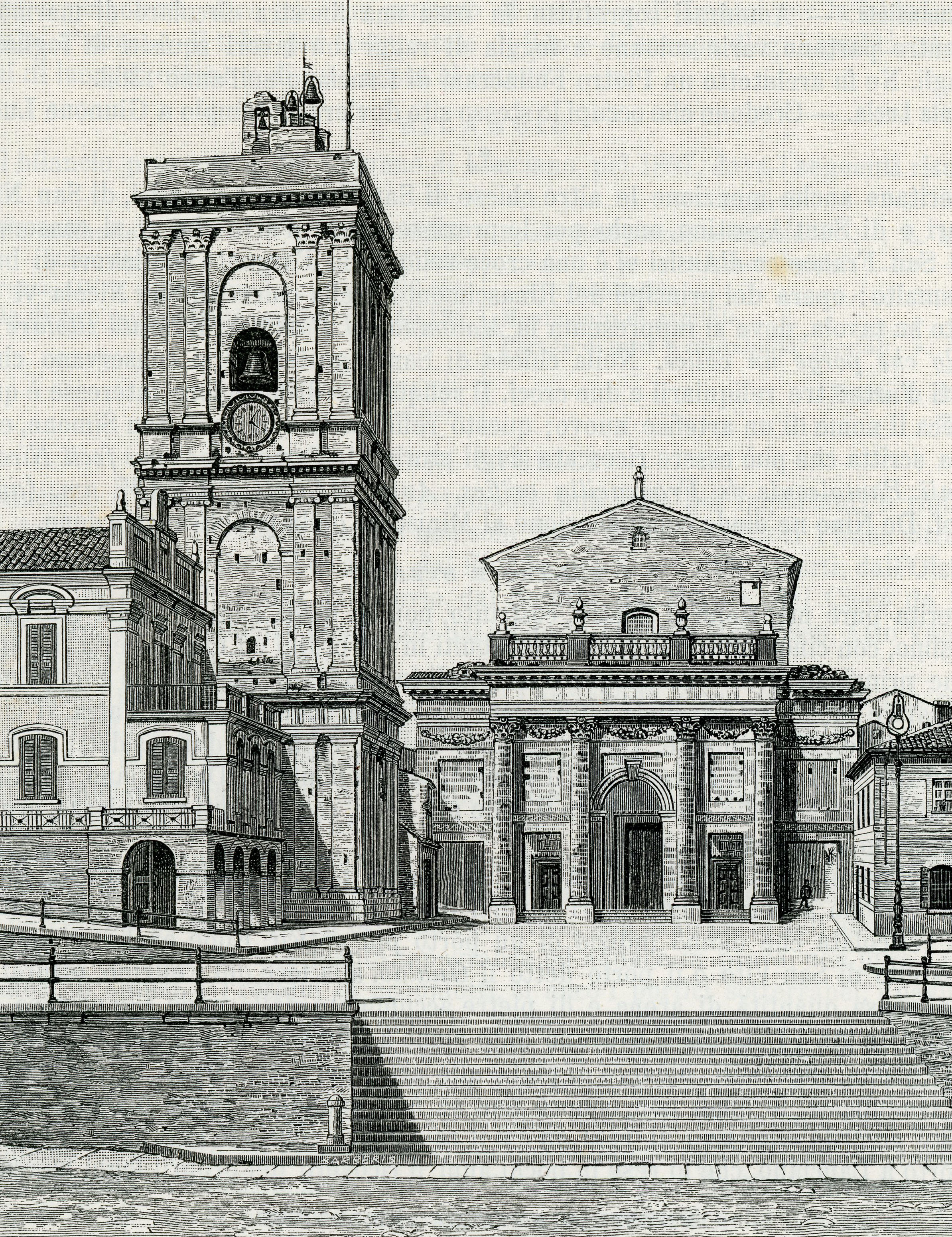
La cattedrale di Lanciano in una incisione ottocentesca

La transumanza del tratturo fu abolita nel 1806 insieme al feudalesimo, molti piccoli centri sotto le angherie dei signorotti feudali poterono tirare una boccata d'aria, dato che i poteri sociali ed economici passavano direttamente ai municipalisti presso il palazzo comunale; e con decreto di Giuseppe Bonaparte il territorio fu ripartito in distretti. Figuravano nel 1816 fino al 1860 il distretto di Lanciano dell'Abruzzo Citeriore, con i circondari di Castel Frentano, Casoli, Atessa, Lama dei Peligni, Torricella Peligna e San Vito Chietino
Solamente alla fine del secolo l'economia cambiò, con lo sviluppo delle prime industrie nel Novecento a Lanciano, come la fabbrica di tessitura e lo zuccherificio. Nel 1881 un terremoto dell'VIII grado della scala Mercalli colpì Ortona e Orsogna, causando alcuni danni anche a Lanciano. Nel 1912 iniziarono i lavori della ferrovia Sangritana da San Vito fino a Castel di Sangro, compiuti nel 1915, grande potenziale per la velocizzazione del trasporto; il progetto fu voluto da Pasquale Masciantonio, sindaco di Casoli, e dall'amico D'Annunzio. Nel 1933 un nuovo terremoto presso la Maiella colpì in parte i territori dell'Aventino, causando danni a Lama, Palena e Gessopalena.
Sempre durante il fascismo si compirono i primi lavori di bonifica delle anse del fiume Sangro, per arginare la portata del fiume, e vennero costruiti dei ponti resistenti in pietra e ferro, al posti dei ponti di barche, e delle chiatte che venivano usate per passare da una sponda all'altra.

### Seconda guerra mondiale

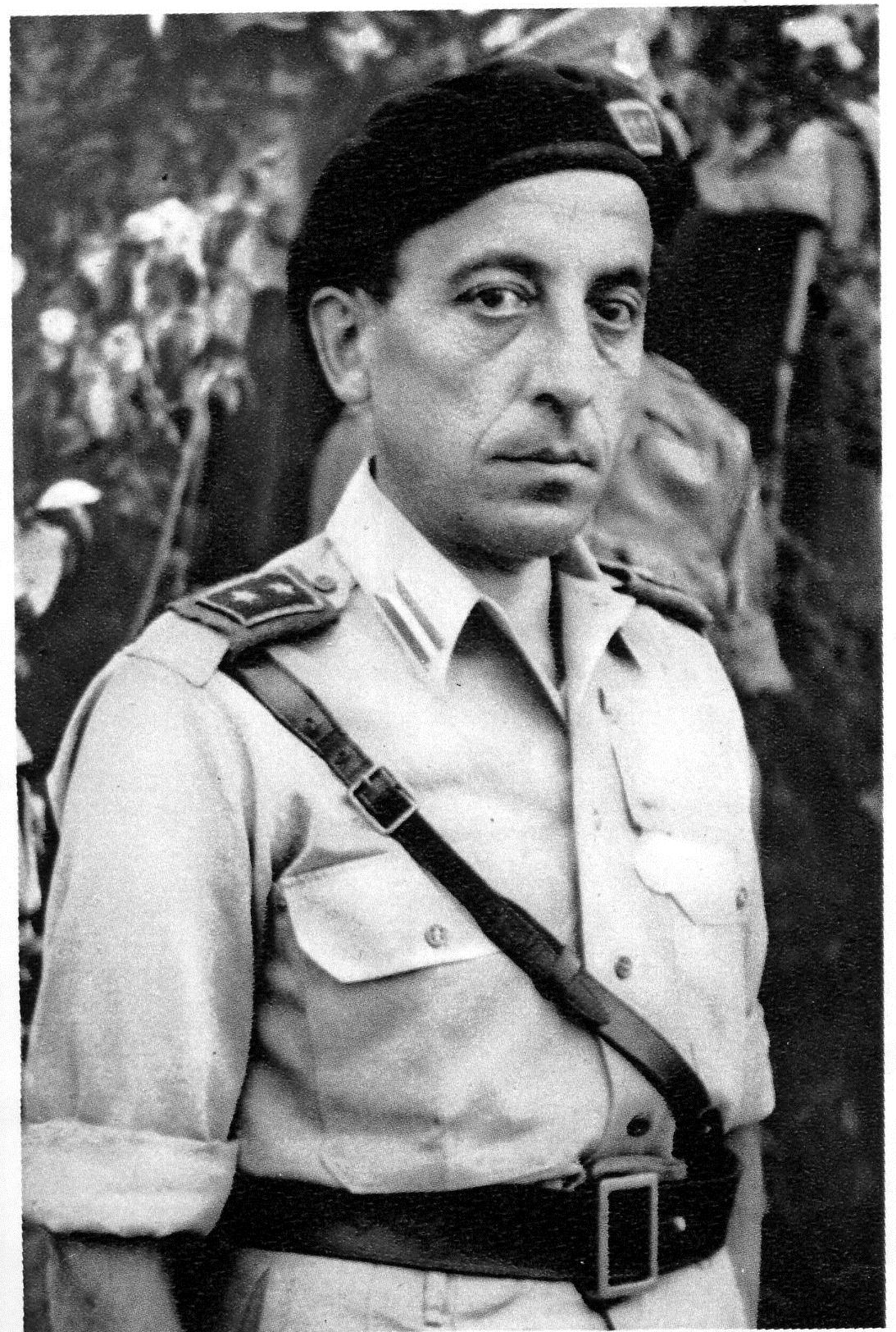
Ettore Troilo, comandante della Brigata Maiella

Nel settembre 1943 i tedeschi occuparono Lanciano, e successivamente tutti i comuni della Frentania perché costituivano una cerniera sulla montagna tra Ortona e Cassino nella linea Gustav. Respinti il 25 novembre dall'artiglieria britannica comandata dal generale Bernard Law Montgomery, dopo iniziali problemi di guadare il Sangro (i tedeschi avevano appositamente fatto saltare i ponti e distrutto i tracciati ferroviari), i tedeschi ripiegarono verso Ortona, fortificandola, mentre altri si diressero verso le montagne dell'alto Sangro e dell'Aventino. Montgomery, conquistato il Sangro a fatica, costruendo i ponti distrutti dai nazisti, si attardò a mandare un contingente a Ortona, e preferì seguite i tedeschi verso le montagne. A fine mese partì per la Normandia per preparare il famoso sbarco, e i centri di metà vallata del Sangro si trovarono ad essere ancora sotto la morsa dei nazisti, mentre in quelli liberati presso il mare (Fossacesia, Lanciano, Torino di Sangro, Castel Frentano), si organizzavano il coprifuoco, la compravendita di terreni e di cibo per resistere sino al giorno della liberazione.
Alla fine dell'anno 1943 Ortona fu distrutta dagli aspri combattimenti tra canadesi e tedeschi, che vi si erano asserragliati per preparare una micidiale trappola mortale contro gli alleati; la città ridotta in macerie fu liberata dagli alleati. Gli alleati, comandati non più da Montgomery, ma da altri sotto-ufficiali inesperti del territorio, rallentarono di molto la marcia di riconquista, e di arrestarono a Casoli. Nel frattempo presso i centri di Torricella, Gessopalena, Lettopalena, venivano emanati gli ordini di sfollamento civile da parte dei nazisti, e se la popolazione osava ribellarsi come nei casi di Torricella e Gessopalena, i tedeschi davano luogo a tremende rappresaglie, che culminarono nella distruzione dell'antico borgo di Gessopalena. Anche i comuni limitrofi di Lettopalena, Montenerodomo e Taranta Peligna subirono la stessa sorte, perdendo il patrimonio storico.
Nel frattempo il tenente Ettore Troilo di Torricella Peligna, giunto nell'inverno del 1943 a Casoli insieme ad altri sfollati, costituì la "Brigata Maiella", un gruppo di civili volontari, animati dallo stesso sentimento apolitico di liberare non solo i paesi intorno dalla morsa nazista, ma di continuare a combattere al fianco degli alleati in tutto l'Abruzzo, sino a risalire a Bologna, liberando paese dopo paese sino alla fine della guerra. Dopo problemi di comunicazione con gli ufficiali britannici, per il timore di tipica pusillanimità e voltafaccia, con cui ormai gli italiani ex fascisti erano vissuti dagli americani, il Tenente Lionel Wigram abbracciò la causa di Troilo, che si unì all'altro patriota gessano Domenico Troilo, che aveva perduto la propria famiglia nella distruzione nazista di Gessopalena, e iniziarono le operazioni di riconquista dei borghi dell'alta Maiella e dell'Alto Sangro, iniziando con Montenerodomo e Pizzoferrato nei primi di gennaio del 1944.

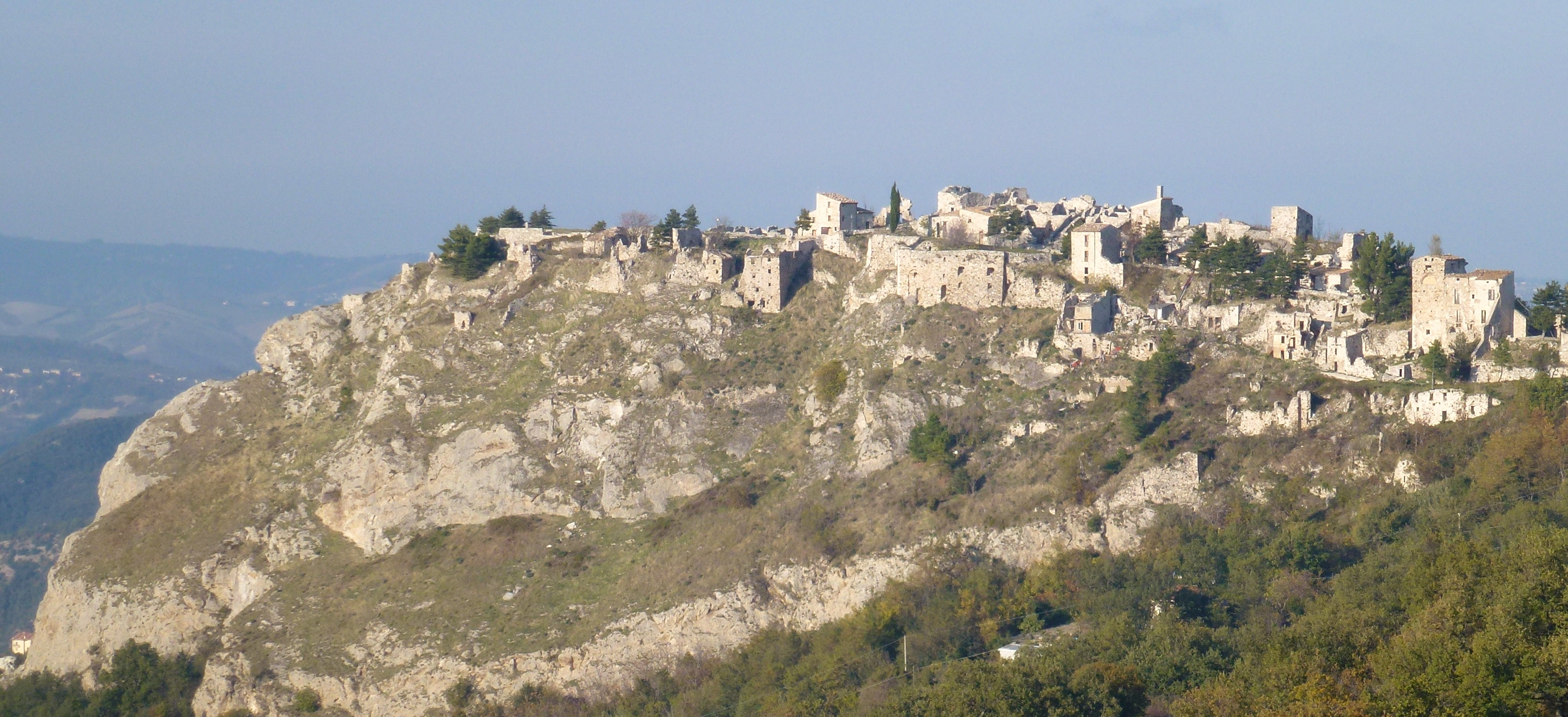
Il paese vecchio di Gessopalena, ridotto così dalla distruzione nazista, conservato come luogo della memoria storica in forma di rudere archeologico

Oggi varie manifestazioni si tengono in ricordo del valore eroico e del sacrificio dei patrioti della Brigata Maiella, presso la montagna di Taranta Peligna si trova un sacrario che guarda verso la vallata, con i sepolcri dei patrioti, tra cui quello di Ettore e Domenico Troilo.

### Epoca contemporanea
Negli anni '50 si sono svolti scontri per la realizzazione presso Atessa di una fabbrica, sul progetto della cosiddetta "Sangro-chimica", sulla scia degli stabilimenti cuimici che in Abruzzo già esistevano dal 1904, la Montedison di Bussi sul Tirino e la Montecatini di Piano d'Orta. Vi era anche la proposta della lottizzazione dei terreni vergini della Badia di San Giovanni in Venere. Tali proteste ebbero buon esito, e fu costituito dai Padri Francescani un'associazione per la tutela dell'abbazia.
Nel 1952 sono partiti i lavori per una centrale idroelettrica presso Bomba, deviando il corso del fiume Sangro; nel 1956 è stato ultimato il lago di Bomba. Nello stesso periodo fu deviato l'Aventino per il lago artificiale Sant'Angelo, presso Casoli. Ciò in parte ha incrementato una parte del turismo naturale e sportivo presso l'area lacustre. Il terremoto dell'Italia centro-meridionale del 1984 ha danneggiato lievemente i borghi di Pizzoferrato e Gamberale.
A partire dagli anni '70 iniziò la costruzione di un comprensorio industriale nello scalo di Atessa, della Honda-Sevel (inaugurato nel 1981), per frenare il forte spopolamento dei paesi, specialmente quelli di montagna. Prese avvio anche la costruzione della strada statale fondovalle Sangro, partendo da Fossacesia Marina per giungere a Cerri al volturno; l'ultimo tratto (Quadri-Sant'Angelo del Pesco), dopo una serie di ritardi, è in costruzione e sarà terminato entro il 2022.
In contemporanea allo sviluppo industriale, negli anni 2000 si è incrementato anche il turismo, specialmente per il mare della Costa dei Trabocchi, per la città storica di Lanciano, e per le escursioni di montagna. Attualmente inoltre sono in corso polemiche e incontri riguardo a possibili progetti futuri sulla realizzazione di un sansificio presso località Brecciaio di Sant'Eusanio del Sangro, e l'estrazione di gas dal terreno del lago intorno a Bomba. Vi è anche un progetto di valorizzazione della costa dei Trabocchi, con la formazione del "Parco regionale della Costa Teatina".
Nel 2015 si sono svolte proteste contro la società elettrica TERNA, durante la costruzione del nuovo elettrodotto Villanova-Gissi. Il viadotto elettrico parte da Cepagatti (PE), e passando per Guardiagrele giunge nella zona vastese di Gissi. Tali proteste e cessione dei terreni agricoli hanno scatenato la denuncia da parte della TERNA di una madre manifestante di Paglieta (CH), successivamente risoltasi in un nulla di fatto. In merito a tale costruzione, è in progetto un comitato per la riqualificazione e la protezione delle zone cariche dei "calanchi", presenti soprattutto tra Guardiagrele e Casoli.

## Infrastrutture

### Strade
- Fondovalle Sangro: La principale via stradale che attraversa la valle per tutta la sua lunghezza è la Strada statale 652 di Fondo Valle Sangro. Essa parte, dal mare, a Fossacesia Marina, e si immette nel centro della valle, tra contrada Sant'Onofrio di Lanciano e Paglieta legata a Piane d'Archi. Il percorso prevede, verso la montagna, uscite per Atessa, Altino-Casoli-Fara San Martino, poi Roccascalegna-Pennadomo-Torricella Peligna, e la zona lacustre di Bomba (Colledimezzo-Monteferrante-Villa Santa Maria). Successivamente si dirama attraverso la variante di Quadri-Civitaluparella per Castel di Sangro, dove ha capolinea, mentre a sinistra, verso il Molise, l'uscita per Villa Santa Maria o Borrello porta per Rosello-Pescopennataro-Agnone. Percorrendo il tratto di Castel di Sangro, vi sono uscite per Ateleta-Capracotta e San Pietro Avellana-Cerro al Volturno.

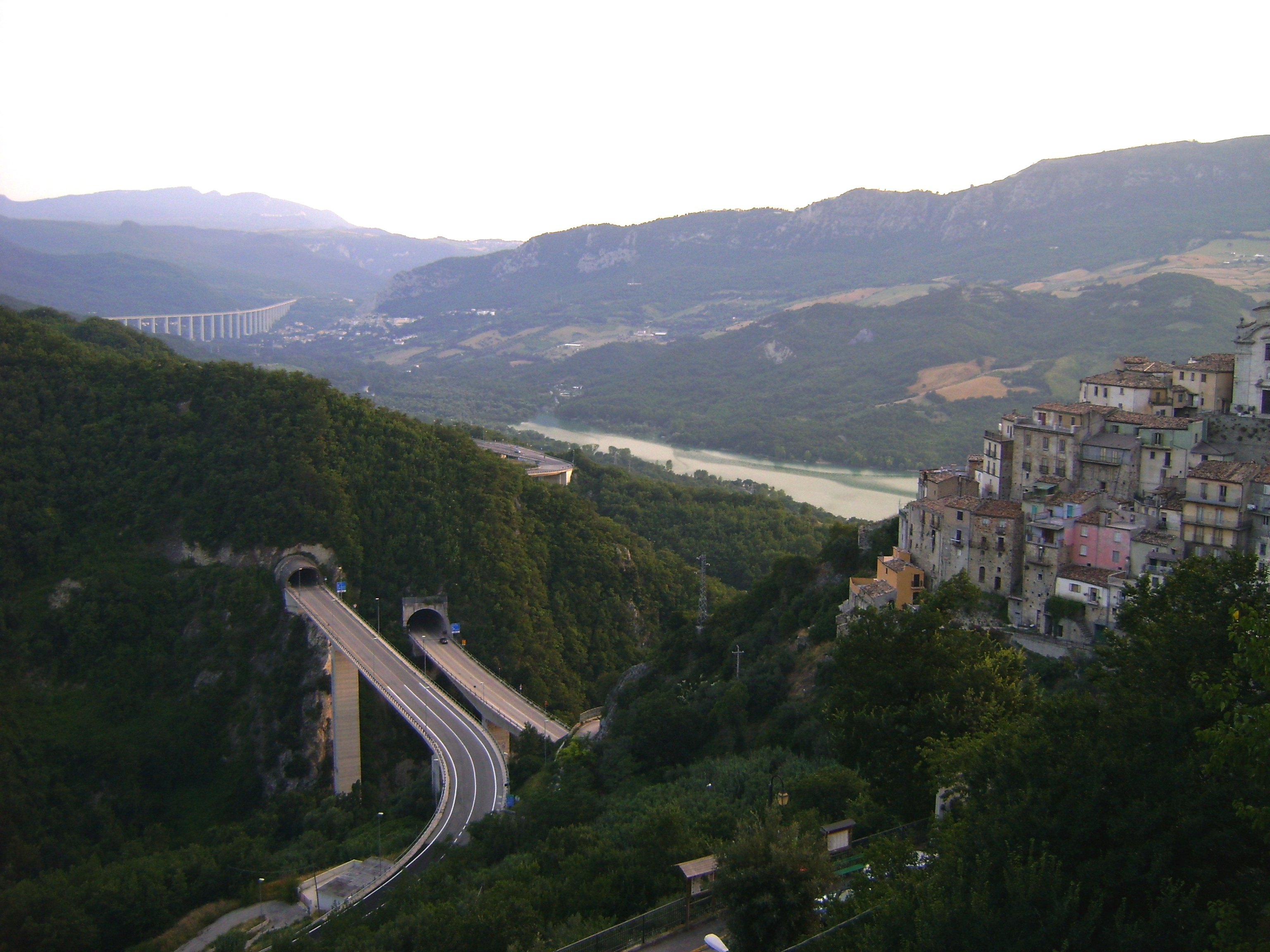
Ponte della strada "Fondovalle Sangro" tra le gallerie di Colledimezzo

- Strada provincia per Rocca: taglia perpendicolarmente il territorio tra Fossacesia e Lanciano, passando per Rocca San Giovanni, attraversando le campagne di località San Giacomo, molto utile per allacciarsi alla strada statale 524.
- Strada statale 524: principale arteria stradale per collegare Lanciano e Fossacesia, passando per i centri di Villa Romagnoli, Santa Maria Imbaro, Mozzagrogna.
- Strada provinciale 119 Sangritana: insieme alla Fondovalle Sangro, parte dalla foce di Torino di Sangro Mare, e attraversa il nucleo industriale Sevel di contrada Saletti, immettendosi poi nel serpentone dell'agglomerato urbano Piane d'Archi-Quadroni-Piazzano d'Atessa. Nell'area del medio Sangro diventa meno regolare, assume vari tornanti, e attraverso i centri di Valle Cupa e Bomba, fino ad arrivare a Colledimezzo, terminando tra Pietraferrazzana e Villa Santa Maria.
- Strada statale 84 Pedemomntana: da Castel Frentano percorre le contrade di Sant'Eusanio (Tori, Piana delle Mele, Guarenna), e si dirige verso Casoli, passando per Guarenna Nuova, oltrepassa Casoli e costeggia a sud il lago Sant'Angelo, riallacciandosi con la strada provinciale 214 all'altezza di contrada Corpisanti di Lama dei Peligni. La provinciale 214 da Selva Piana di Casoli passa invece per Fara San Martino e contrada San Leonardo di Civitella Messer Raimondo, in direzione di Lama-Palena. La SS84 procede verso Palena, oltrepassa il valico della Forchetta, e si immette nella Piana delle Cinquemiglia, costeggiando Pescocostanzo e Roccaraso, all'imbocco della Strada statale 17, che scende verso Castel di Sangro e Rionero.
- Autostrada A14: L'autostrada ha due uscite: quella della "Val di Sangro" per Fossacesia Marina, e l'altra per "Lanciano" nei pressi di Rocca San Giovanni-San Vito Chietino.

### Ferrovia
Un tempo, fino agli anni '90, vi era una linea ferroviaria che portava da Castel di Sangro, attraverso Civitaluparella, fino a Fossacesia Marina, si trattava della ferrovia Sangritana costruita tra il 1912-15, con ultima stazione presso San Vito Marina. La ferrovia attualmente è dismessa, sicché tutti i tratti che collegavano il mare di Fossacesia con i paesi di Perano, Archi, Bomba, Villa Santa Maria, e dell'Aventino: Fara San Martino, Casoli, Sant'Eusanio, Castel Frentano, Lanciano, sono chiusi. In progetto c'è un piano di recupero per valorizzare questi tratti ferroviari al livello turistico, come è stato fatto con la ferrovia Sulmona-Isernia-Carpinone, detta "Transiberiana d'Italia". Solo Palena è compresa nel tour turistico nei vagoni storici del treno, che attraverso il Quarto di Santa Chiara e gli Altipiani Maggiori, tra Pescocostanzo, Roccaraso e Castel di Sangro, verso Isernia.

## Distretto industriale

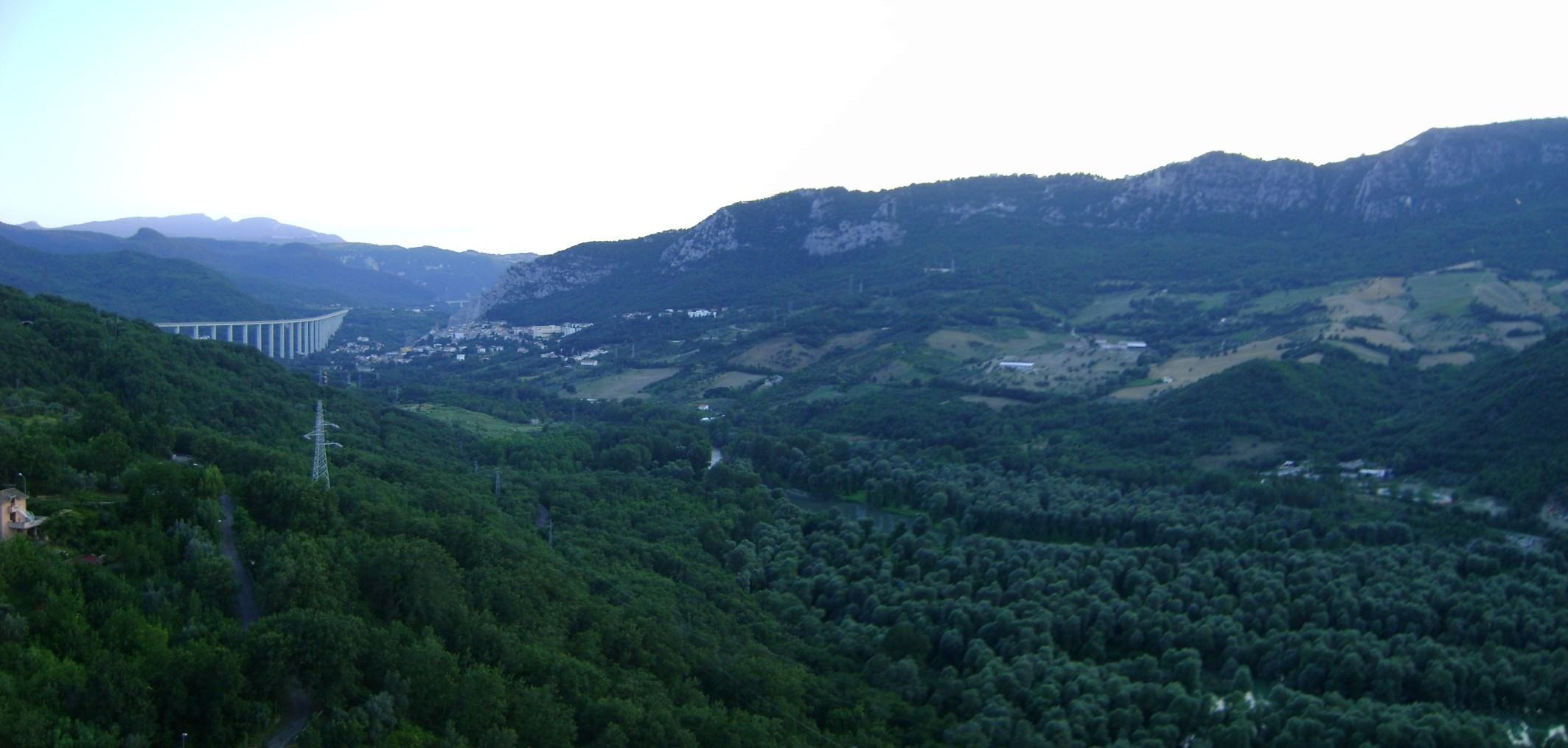
La Val di Sangro fra Villa Santa Maria e Pietraferrazzana, in prossimità del lago di Bomba

La maggior parte degli stabilimenti produttivi della val di Sangro è dislocata tra contrada Saletti (Atessa) e contrada Cerratina (Lanciano). Entrambe le zone industriali sono raggiungibili dall'Autostrada A14, proseguendo sulla strada statale 652 di Fondo Valle Sangro.
Le principali società che hanno insediamenti industriali di questa zona sono Sevel, Honda, Honeywell, aziende dell'indotto, aziende esterne di altri settori.
Le aziende della val di Sangro, in particolar modo la Sevel costruttrice di veicoli commerciali, usufruiscono di una linea ferroviaria dedicata per il trasporto merci, collegata con la rete ferroviaria nazionale nei pressi di Fossacesia.

### Consorzio per il Nucleo di Industrializzazione del Sangro-Aventino
Il 29 gennaio 1968 si è costituito il Consorzio per il Nucleo di Industrializzazione del Sangro-Aventino, e con D.P.R. 10 aprile 1970, n. 299 ne è stato approvato lo statuto.

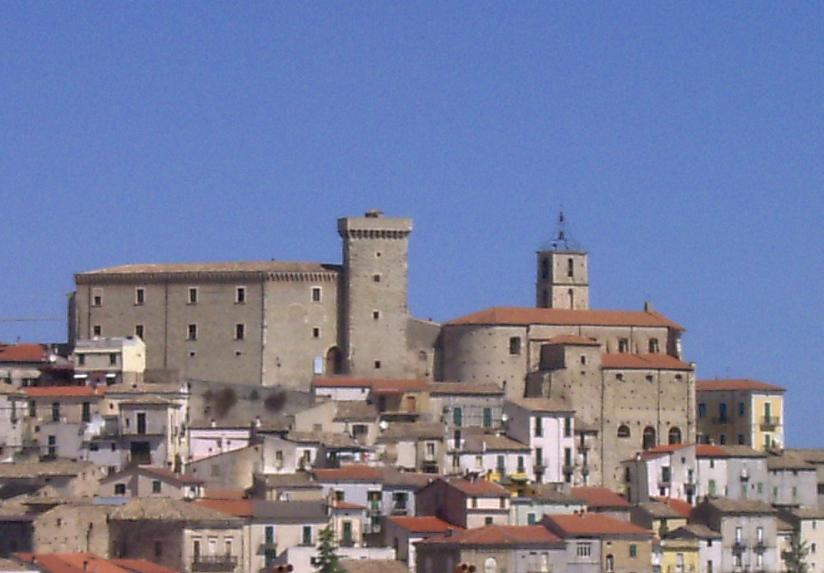
Veduta del borgo di Casoli, con il castello ducale e la chiesa di Santa Maria Maggiore

Gli enti promotori sono stati: la Provincia di Chieti, la Camera di Commercio, la Cassa di Risparmio, il Consorzio di Bonifica, i Comuni di Altino, Archi, Atessa, Bomba, Casoli, Castel Frentano, Fara San Martino, Fossacesia, Mozzagrogna, Paglieta, Palombaro (Italia), Pennadomo, Perano, Roccascalegna, Sant'Eusanio del Sangro e Santa Maria Imbaro
Il Consorzio nasceva con lo scopo di favorire qualsiasi iniziativa atta a promuovere lo sviluppo industriale nel comprensorio.
In tempi successivi entrati a far parte del consorzio:la Banca Popolare di Lanciano, i comuni di Borrello, Castel di Sangro, Castel del Giudice, Colledimacine, Fallo (Italia), Frisa, Guardiagrele, Lanciano, Lettopalena, Montazzoli, Orsogna, Pizzoferrato, Poggiofiorito, Quadri, Rocca San Giovanni, Rosello, Taranta Peligna, Tornareccio, Treglio e Villa Santa Maria.
Con il B.U.R.A. (Bollettino Ufficiale Regione Abruzzo) n. 8 speciale del 26 gennaio 2000 è stato approvato il nuovo statuto, che prevede la partecipazione di 53 enti, tra i quali: Camera di Commercio, Provincia di Chieti, Consorzio Mario Negri Sud, Associazione Industriali, Associazione piccole e medie imprese, Nuova Cassa di Risparmio di Chieti (ex Cassa di Risparmio della Provincia di Chieti), Banca Popolare di Lanciano e Sulmona.

### Complesso industriale Honda-Sevel zona Saletti di Atessa
Occupa gran parte della contrada Saletti di Atessa, posta in maniera intermedia tra la Strada statale 652 Fondovalle Sangro e la foce a mare di Fossacesia Marina. Nel 1981 la Società Europea Veicoli Leggeri decide di aprire un nuovo stabilimento in Abruzzo, nel cuore della vallata. La produzione Sevel si insedia così tra i comini di Paglieta e Atessa, diventando una leva di sviluppo economico, e un'occasione di lavoro per gli abitanti di mezza Val di Sangro, impedendone così il drastico spopolamento che l'area da una ventina d'anni stava tristemente subendo.
Oggi la fabbrica abruzzese copre un'area di 1.2000.000 mq e impiega circa 6.200 persone, negli anni si è affermata come il più grande stabilimento di veicoli commerciali leggeri d'Europa, ed è il nucleo industriale più grande e prolifero d'Abruzzo. Seguendo le tappe del ciclo produttivo (lastratura, verniciatura, montaggio), sono tre i modelli che qui vedono la luce: Fiat Ducato, Citroën Jumper e Peugeot Boxer.
Fra tutti i modelli, il Ducato è diventato un'istituzione: nel 2014 è entrato nella sua sesta stagione di produzione, nel 2016 ha compiuto trent'anni. Già dalla prima serie, prodotta tra il 1981 e il 1990, il Ducato vede l'adozione di accorgimenti innovativi: il motore anteriore trasversale, trazione e serbatoio uniti in un unico modulo con la cabina e il vano di carico spazioso, sono tutti elementi che hanno contribuito alla longevità dei veicolo.

### Zona industriale di Lanciano (Santa Calcagna)
La zona industriale attuale, sviluppatasi nei primi anni 2000, dopo il fallimento di quella vecchia posta nel quartiere Cappuccini, occupa l'area della direttrice contrada Pagliaroni-Severini-Santa Calcagna, al confine con i centri di Treglio e Rocca San Giovanni, e si conclude con l'area commerciale del Polycenter, all'immediata uscita del casello autostradale "Lanciano" dell'autostrada A14.
Numerose sono le concessionarie, i market, i depositi, degli uffici di aziende e filiali di multinazionali, alternate a palestre, complessi ricreativi, e magazzini di cibo, tra cui il magazzino carni Fratelli Marfisi, e la distilleria Jannamico, filiale dell'originale in Villa Santa Maria. Molto frequentato è il centro commerciale, inaugurato negli anni '90, anche se dopo la costruzione di altri centri commerciali in centro a Lanciano, è lentamente andato in crisi, ma è ancora frequentato principalmente per essere un hotel di stazionamento per i camionisti in uscita dall'autostrada, per la sala bowling, e per il cinema multisala Ciakcity.

### Zona industriale Selva Piana di Casoli
Si tratta del secondo principale comprensorio industriale della vallata, dopo la Saletti di Atessa; si snoda lungo la strada statale 84, e comprende i comuni di Altino e Casoli. La zona industriale di Selva di Altino, la parte più moderna e ampia del comune, sviluppatasi a valle, è nota per lo stabilimento "La Tavola dei Briganti" che produce il tipico peperone dolce locale; presso Selva Piana, la zona moderna di Casoli sviluppatasi sul letto del fiume Aventino, si contano delle industrie organizzate in due poli, uno a Piano delle Vigne, specializzato in lavorazione del ferro e in autoriparazioni, spesso al servizio di autoarticolati che operano per la zona industriale Saletti e di Fara San Martino; il secondo centro maggiore è in Selva Piana; per lo più si tratta di magazzini di catene di negozi sparsi per l'Abruzzo, e fornitori di materiale quali vetro, legno, metallo, impianti industriali, in collaborazione con la zona industriale di Saletti.

### Zona industriale Fara San Martino Del Verde-De Cecco
Si trova alle porte del paese di Fara, e include i due grandi stabilimenti industriali di pasta.
Presente dal 1886. il pastificio De Cecco inizialmente sfruttava le sorgenti del fiume Verde (cui si è ispirata l'altra azienda "Del Verde"). De Cecco è il primo produttore di pasta in Italia ad aver ricevuto la certificazione di prodotto rilasciata dalla società norvegese DNV, DetNorske Veritas, ente di certificazione tra i più autorevoli al mondo. La certificazione di prodotto attesta che la pasta è conforme alle caratteristiche di eccellenza, dichiarata dal soggetto certificato.
La nascita del pastificio è frutto dei provvedimenti dei Piemontesi, che durante le prime fasi del Regno d'Italia fissarono l'imposta sul macinato; allora Filippo De Cecco che possedeva a Fara il suo mulino, si interrogò sulla possibilità di resistere ai balzelli statali; la soluzione fu di creare nel 1886 accanto al mulino il pastifico De Cecco. Tra i primi ostacoli ci fu il problema dell'essiccazione naturale dei pastifici del sud. La soluzione fu l'essiccatoio artificiale, un sistema di canali e condutture nelle quali veniva iniettata l'aria calda e all'interno veniva fatta passare la pasta.
Dopo gli anni della guerra, l'attività del pastificio De Cecco raggiunse fama in Italia, ma anche grazie agli emigranti negli Stati Uniti. Nel 1973 con la crescita dell'inflazione, per consentire ai pastai di recuperare i costi, il governo emana una deroga alla legge 580, che imponeva l'utilizzo del solo grano duro per la produzione, ammettendo anche la semola di grano tenero, più economica, sebbene generasse una pasta più scadente. I De Cecco continuarono a produrre la pasta con grano duro, e ridussero la produzione per rientrare nei costi; sicché la pasta di Fara San Martino divenne ricercatissima, e aumentarono i prezzi.
Con il rientro dalla crisi, il pastifico è tornato a modernizzarsi con la costruzione di un nuovo stabilimento, e ad esportare i propri prodotti in tutto il mondo.

## Centri abitati

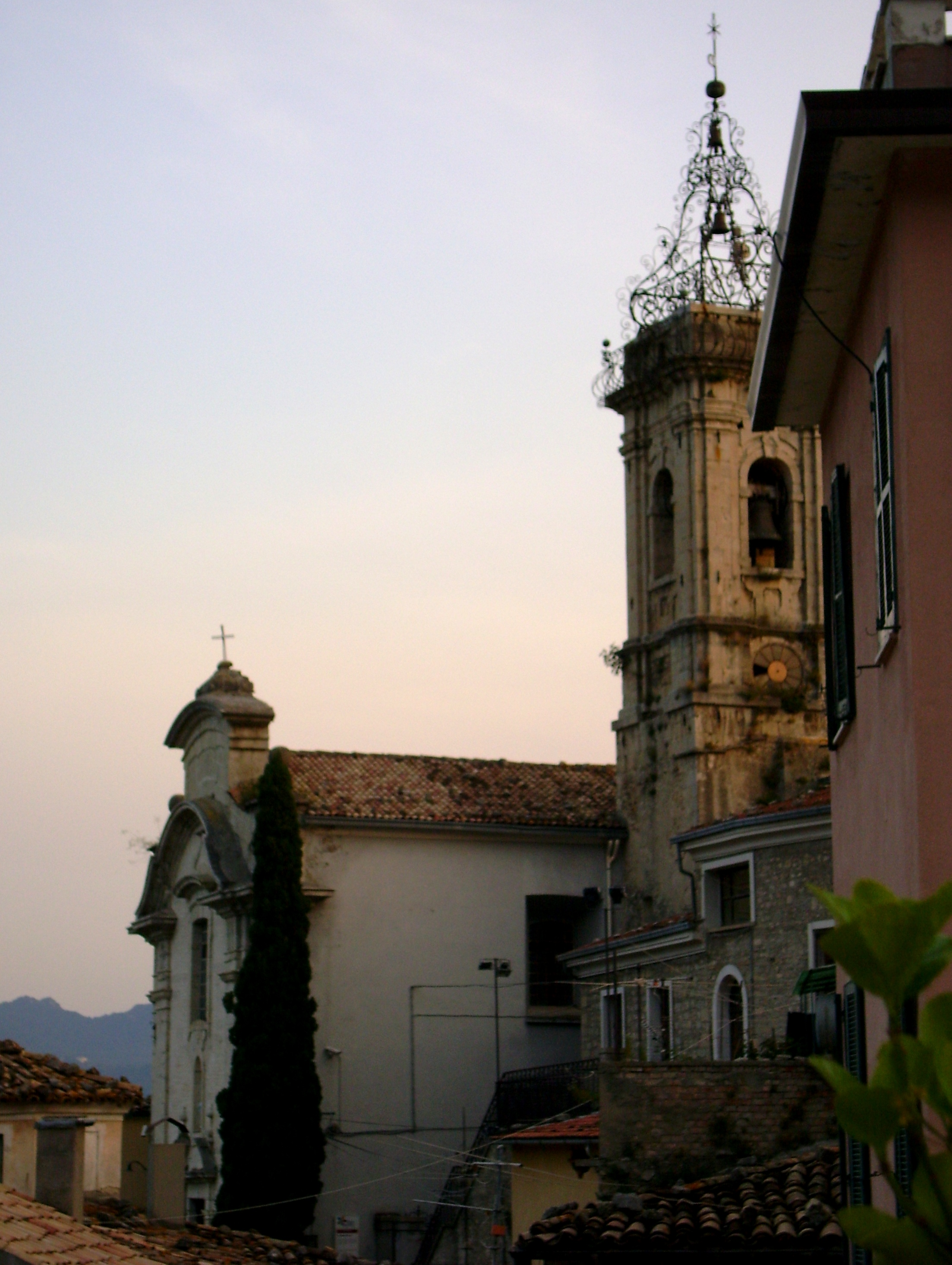
Colledimezzo: la chiesa di San Giovanni Evangelista

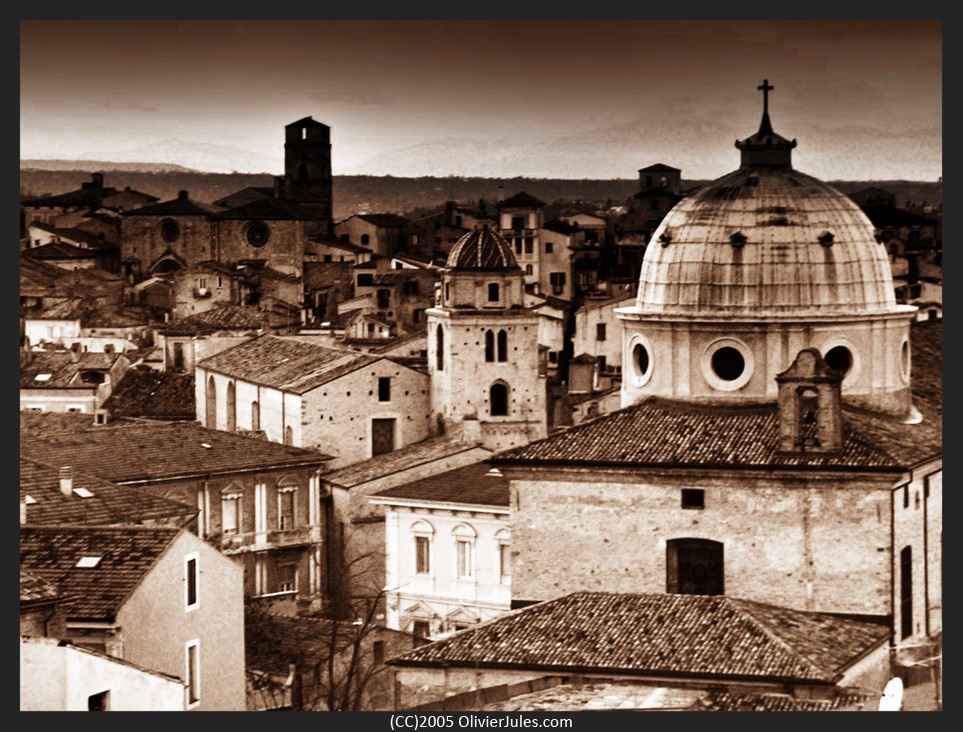
Panoramica del centro storico di Lanciano

Elenco dei comuni:
- Lanciano
- Atessa
- Paglieta
- Fossacesia
- Torino di Sangro
- Mozzagrogna
- Santa Maria Imbaro
- Castel Frentano
- Sant'Eusanio del Sangro
- Tornareccio
- Altino
- Archi
- Perano
- Roccascalegna
- Civitella Messer Raimondo
- Casoli
- Bomba
- Montenerodomo
- Pennadomo
- Monteferrante
- Villa Santa Maria
- Montebello sul Sangro
- Montelapiano
- Colledimezzo
- Fallo
- Pietraferrazzana
- Roio del Sangro
- Rosello
- Borrello
- Quadri
- Civitaluparella
- Pizzoferrato
- Capracotta
- Pescasseroli
- Opi

## Monumenti e luoghi d'interesse
Il territorio comprende la conca vera e propria della valle, la città di Lanciano, la costa dei Trabocchi fino a Quadri, e successive la zona dell'Alto Sangro e altopiano delle Cinquemiglia (Roccaraso - Castel di Sangro), e la valle montuosa dell'Aventino (Fara San Martino e Palena). Tali borghi della valle fanno parte dell'associazione culturale "Terre del Sangro Aventino", con scopo di promuovere il territorio al livello turistico.

### Città d'arte

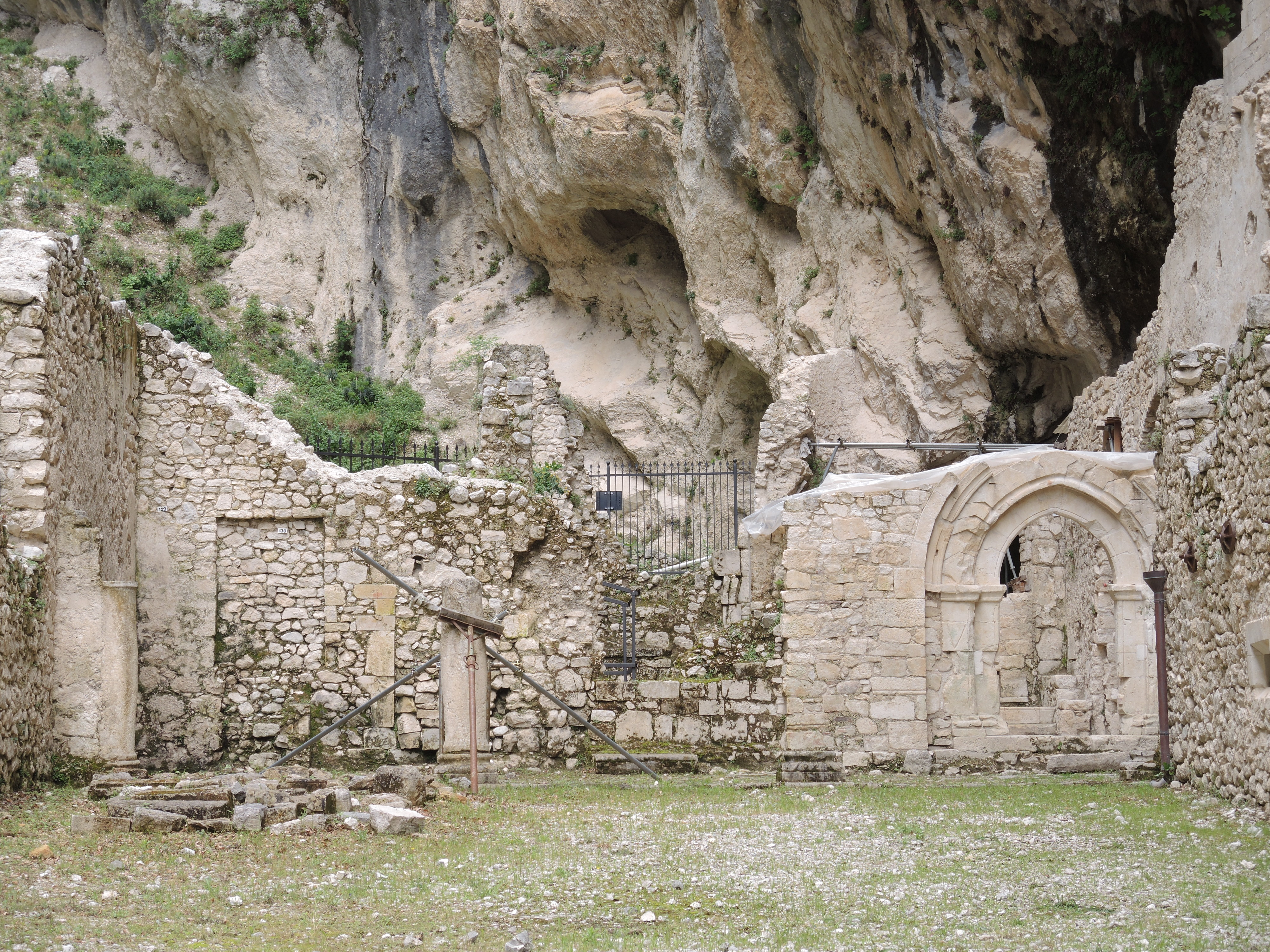
Abbazia di San Martino in Valle (Fara San Martino)

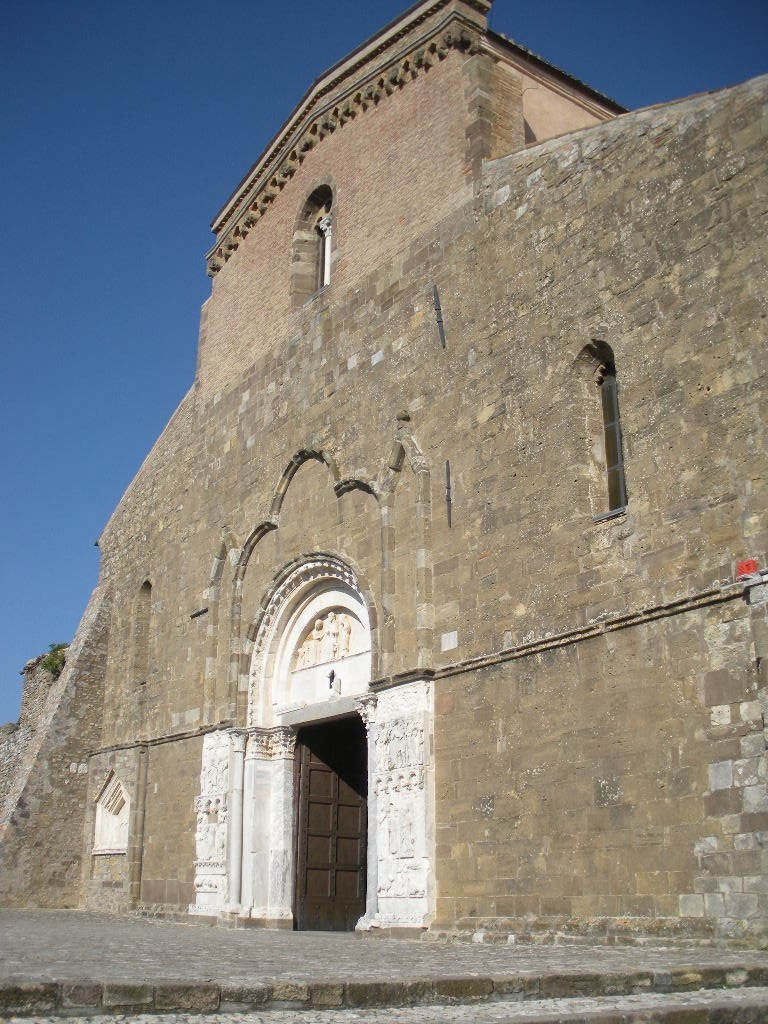
Abbazia di San Giovanni in Venere di Fossacesia

- Lanciano: città medievale che conserva perfettamente il centro storico, con quattro quartieri medievali. Principalmente nota per il Miracolo eucaristico e per le numerose chiese storiche (Cattedrale della Madonna del Ponte, le chiese di Santa Maria Maggiore, San Nicola, Sant'Agostino, San Biagio, Santa Lucia), e il Museo diocesano.
- Atessa: città seconda a Lanciano per grandezza, con centro storico ben conservato ricco di chiese: il Duomo, la chiesa di San Rocco, Santa Croce e il convento di San Pasquale. È raggiungibile il sito preistorico di Pallanum presso il Montepallano.
- Casoli: piccolo centro con borgo medievale ben conservato, arroccato su un colle montuoso, famoso per il Castello Ducale dove soggiornò Gabriele D'Annunzio. Vi è nelle vicinanze anche l'artificiale lago Sant'Angelo.
- Fossacesia: borgo marinaro famoso per la costa dei Trabocchi e per l'abbazia di San Giovanni in Venere.
- Castel Frentano: borgo posto su un colle che domina sulla Val di Sangro, famoso per il bocconotto e per il gran patrimonio artistico contenuto nel suo centro storico (tra cui la Chiesa di Santa Maria della Selva e la Chiesa di Santo Stefano Protomartire).
- Tornareccio: borgo di montagna al confine con il territorio vastese, famoso per il miele e per il sito archeologico di Pallanum.
- Roccascalegna: borgo medievale che costituisce un "unicum" abruzzese, arroccato su uno sperone roccioso, circondato da altre montagne in una conca. Molto noto è diventato il Castello Medievale, nonché la chiesa di San Pietro. Nei pressi vi è l'abbazia di San Pancrazio.
- Bomba: borgo famoso per il lago artificiale, e per il centro storico conservato. Ha dato i natali a Silvio Spaventa. I luoghi di interesse sono la Chiesa di Santa Maria del Popolo, il santuario di San Mauro e il museo etnografico.
- Villa Santa Maria: centro storico famoso per aver dato i natali a numerosi cuochi, a partire dal XIII secolo. Vi nacque San Francesco Caracciolo, che avviò la costruzione di un primitivo istituto di studi per l'arte culinaria. Di interesse la chiesa parrocchiale di San Nicola, il santuario della Madonna in Basilica, e la casa natale Caracciolo. Sopra il borgo vi sono gli antichi centri montuosi di Montelapiano e il borgo abbandonato di Buonanotte Vecchio.
- Fara San Martino: centro della Maiella, posto al confine con il fiume Aventino. Il borgo medievale di Terravecchia, perfettamente conservato, è stato rivalutato di recente per l'uso turistico. Di interesse la chiesa di San Remigio, il museo civico della Maiella, e soprattutto le gole e le sorgenti del fiume Aventino, nonché l'abbazia di San Martino in Valle, nel cuore delle gole montuose.
- Pescasseroli: famoso centro al confine con la Marsica, noto per la nascita di Benedetto Croce. Oltre per le piste da sci, il borgo è noto per il percorso archeologico di Castel Mancino e per la chiesa dei Santi Pietro e Paolo.

### Lanciano
- La città[6]
- Lanciano[7]

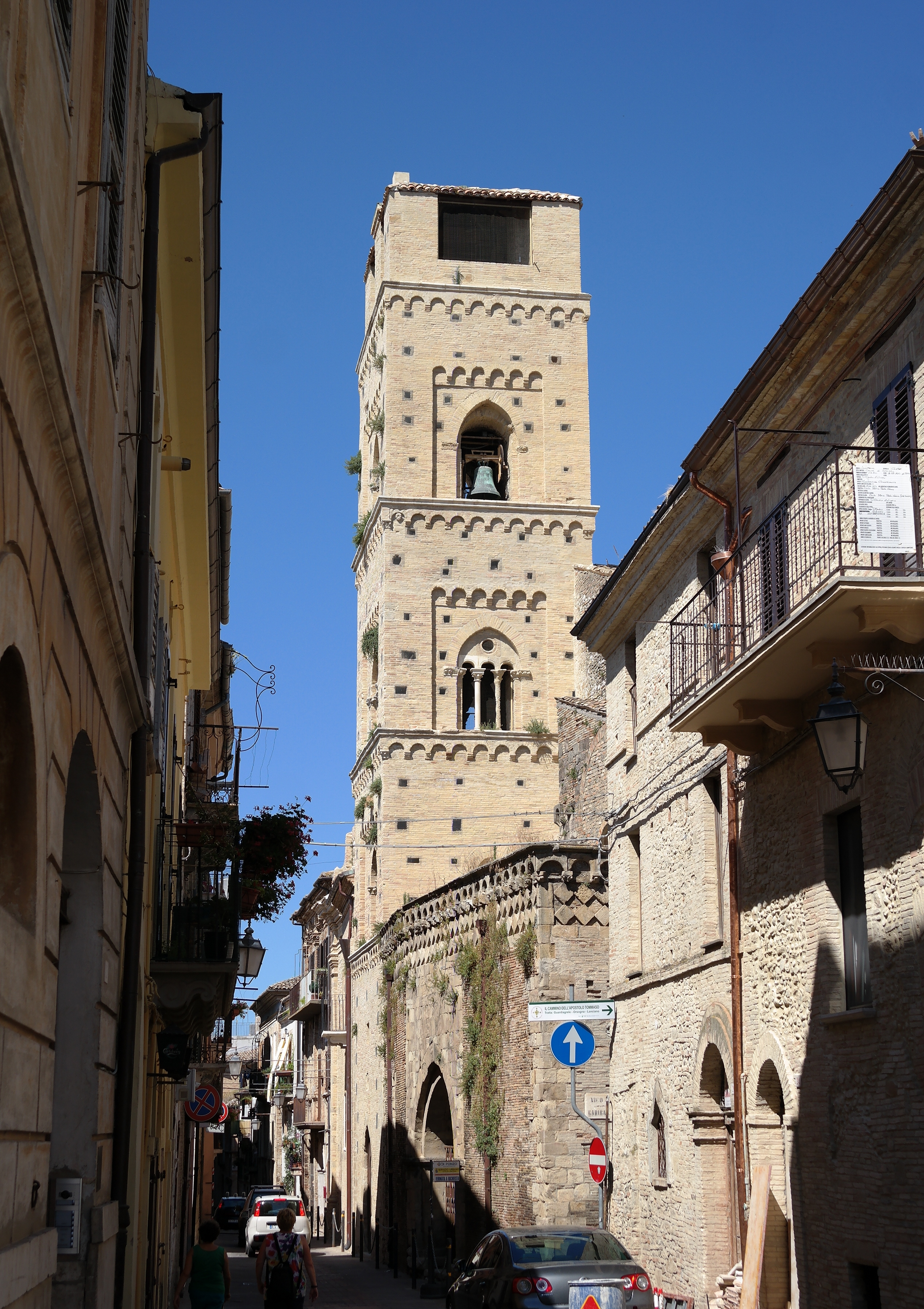
Campanile di Santa Maria Maggiore (rione Civitanova)

La parte medievale di Lanciano è suddivisa in quattro quartieri storici, ognuno dei quali ha un proprio stemma ed una propria bandiera: la Lancianovecchia sul Colle Erminio, così denominata perché sorta sopra l'antico abitato romano di Anxanum, la Civitanova e la Sacca sopra Colle Selva, due agglomerati urbani del XII secolo che si sono fusi nei secoli con lo sviluppo sempre maggiore del vecchio ghetto ebraico della Sacca stessa. Infine il quartiere Borgo sopra Colle Pietroso, sviluppatosi come insediamento fortificato a pianta circolare durante il dominio longobardo, che si dotò di autonomia e di una nuova parrocchia, dedicata a Santa Lucia intorno al 1250. In precedenza infatti dipendeva dal monastero di San Legonziano fuori le mura, sopra cui nella metà del Duecento fu eretta la nuova chiesa dei Francescani, oggi Santuario del Miracolo Eucaristico.
Nell'insieme il centro storico di Lanciano si adagia su tre colli, e fino al 1879 circa i due nuclei maggiori di Lancianovecchia e Civitanova erano separati dal fiume Malavalle, attraversabile solo con dei ponti. Dopo le bonifiche e la demolizione parziale delle mura nel corso dell'Ottocento, al posto del fiume sono state realizzate Largo Malvò a ridosso del quartiere Borgo e Piazza Garibaldi, dove si teneva lo storico mercato. Il rione Lancianovecchia invece sin dall'epoca romana dovette dotarsi di un ponte per raggiungere il Prato delle Fiere, ossia il quartiere della "città nuova" lungo il corso Trento e Trieste; sopra suddetto ponte romano nel Mille circa venne eretto il primo oratorio di Santa Maria del Ponte, notevolmente ampliato nel XVIII secolo fino a diventare la Cattedrale.
Il centro storico è stato sapientemente collegato alla città nuova che prese sviluppo dai primi anni del Novecento con i progetti di Filippo Sargiacomo, che prevedevano lo spianamento del colle delle Fiere, con la realizzazione di un corso e dei principali edifici di rappresentanza e degli enti come le Poste, la Banca, il Tribunale. Dagli anni Venti in poi il corso nuovo (Trento e Trieste) si dotò di bei palazzi in stile eclettico (liberty, neogotico, decò), determinando il definitivo sviluppo della città fino alla villa pubblica dell'area conventuale di Sant'Antonio di Padova.

### Atessa
- Atessa[8]
- Chiese di Atessa[9]

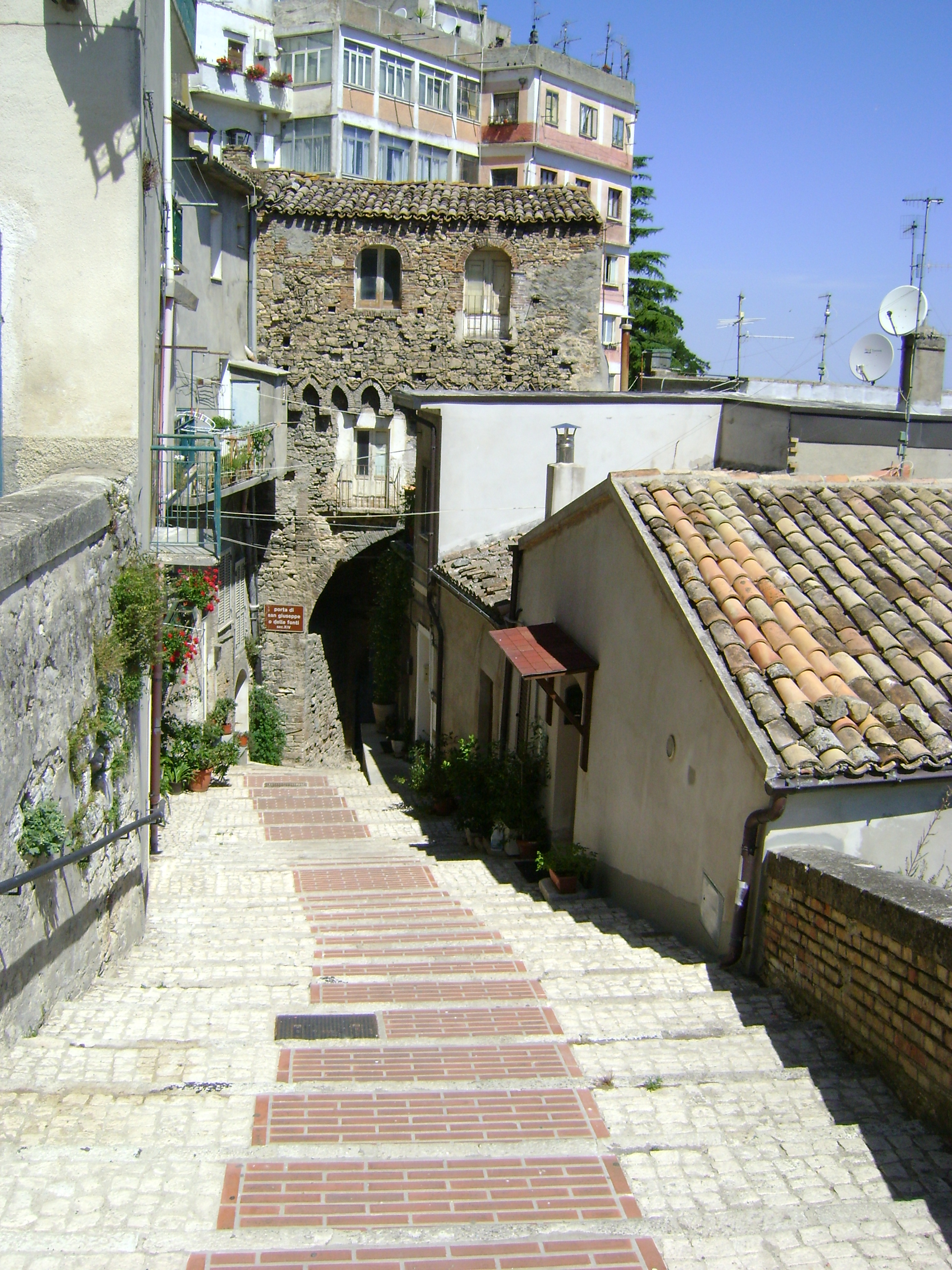
Via Fontana Vecchia e Porta San Giuseppe

Atessa è la seconda città della Val di Sangro meglio conservata al livello architettonico dopo Lanciano, mostrando ancora oggi tracce evidenti del passato medievale, nei palazzi, nei vicoli e nelle chiese, insieme all'aspetto attuale collocabile alla metà del XVIII secolo, quando numerose strutture vennero riedificate con il cotto, seguendo lo stile tardo-barocco.
Il centro storico si presenta come il risultato di un processo di conurbazione di due opposti insediamenti di origine longobarda (VI secolo), ossia "Ate - Tixa", corrispondenti agli attuali rioni di Santa Croce e San Michele, con al centro il nodo di saldatura rappresentato dal duomo di San Leucio, e dai sobborghi attorno agglomerati. La tipica struttura elicoidale di questi antichi insediamenti tradiscono i processi di espansione e ampliamento che si sono avvicendati nel corso dei secoli. Il quartiere di Santa Croce, ossia Tixa (lato nord) si ramifica a mo' di fuso intorno a piazza Castello, riferimento a un'antica struttura fortilizia legata alla chiesetta di San Pietro, individuata nella "casa De Marco", benché oggi ampiamente rimaneggiata. L'anello più esterno, costituito dall'attuale via Menotti de Francesco, raccorda largo Municipio (già piazza Mercato) con piazza Santa Croce dove si affaccia l'omonima chiesa di antichissime origini, costituita da una torre di guardia sulla destra che è anche campanile. Lungo il percorso dell'arteria stradale si comprende l'antico disegno del circuito murario, dove sono presenti le chiese della Madonna della Cintura, Porta Santa Margherita, poi degli slarghi e muraglioni che interrompono la cortina delle case.
Il borgo di Ate a sud di San Leucio, evidenzia la struttura a chiocciola che culmina in largo Torretta, parte più alta dove si trova una torretta di controllo, molto ribassata rispetto alla struttura originaria. La chiesa principale è quella di San Michele, ampiamente rimaneggiata nel XIX secolo in stile neoclassico. Le case sono racchiude attorno a questi due punti cardinali, e l'accesso è dato da Porta San Michele. Nel corso dei secoli il villaggio si è sviluppato fino a lambire a nord il vialone del corso Vittorio Emanuele, e a est il viale Duca degli Abruzzi, che degrada in piazza Garibaldi, o piazza del Mercato Nuovo. Il quartiere include vari palazzi storici, come Palazzo Spaventa, e le chiese di San Rocco, Santa Maria Addolorata e San Giovanni. Possedeva anche la chiesa di San Nicola, posta presso Arco 'Ndriano, in mezzo al corso.

### Architetture religiose
Si segnalano soltanto le chiese di maggior rilievo nei centri e nelle compagne della vallata.

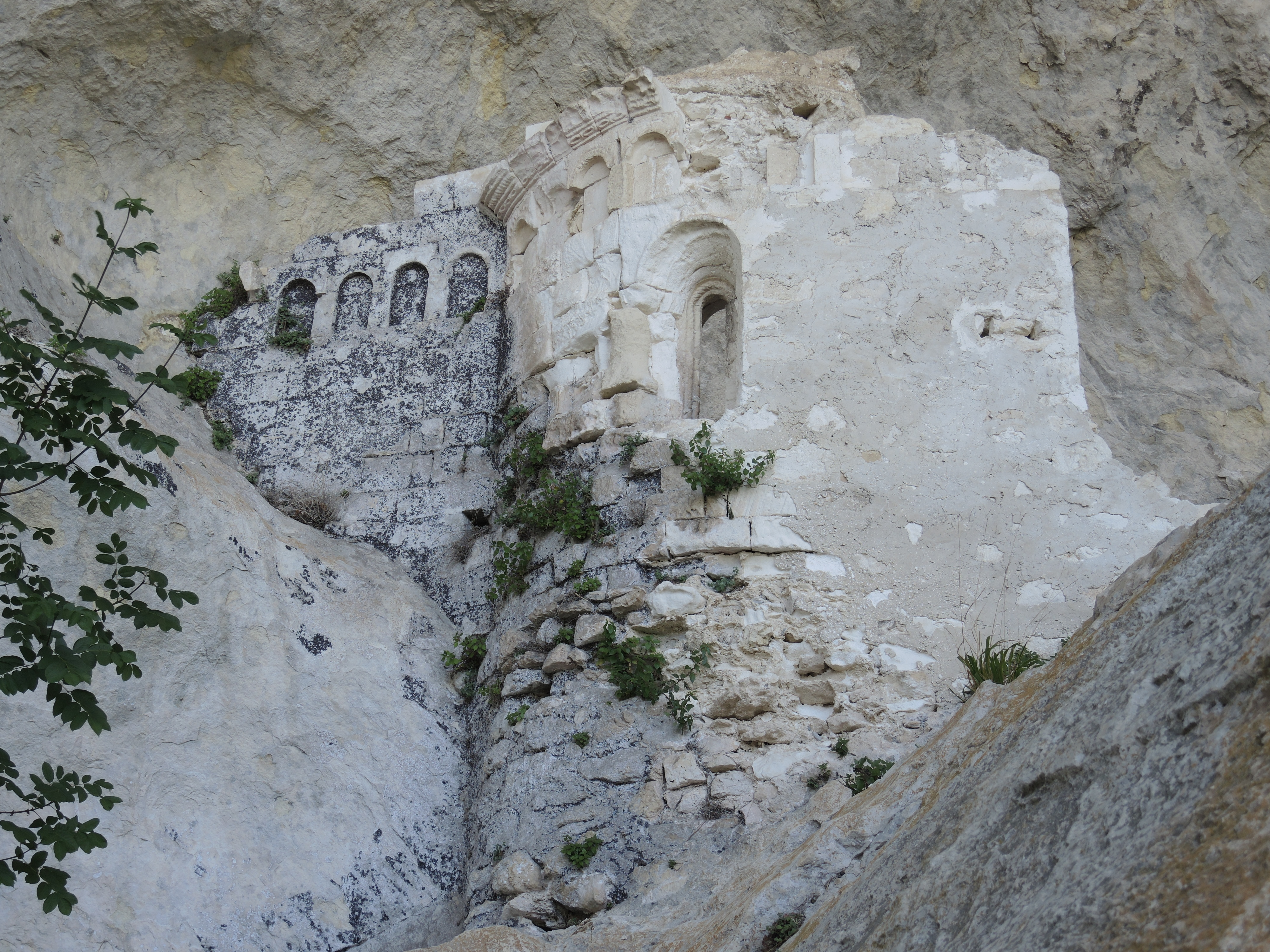
Grotta Sant'Angelo (Palombaro)

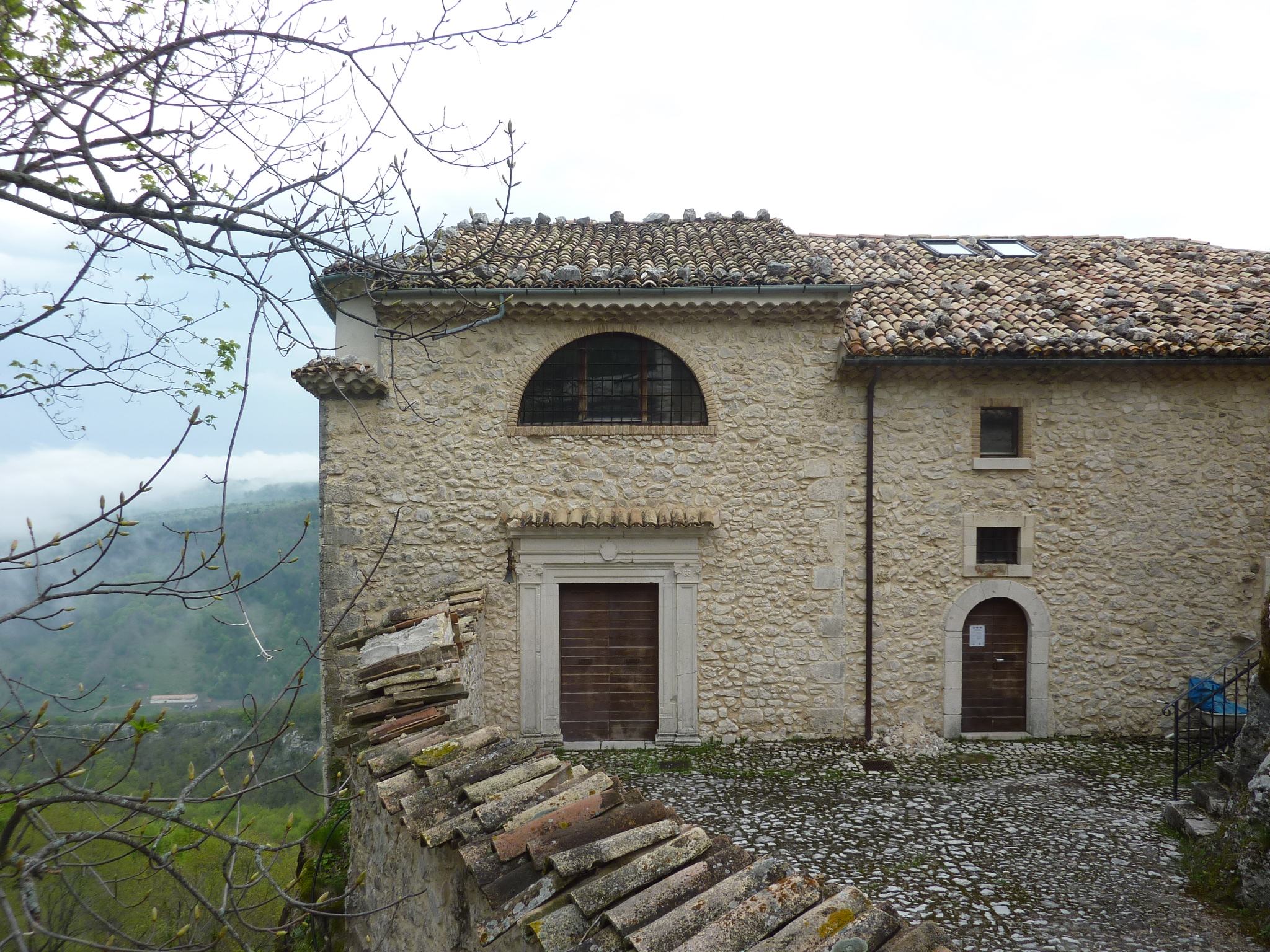
Eremo della Madonna dell'Altare (Palena)

- Cattedrale di San Leucio (Atessa): chiesa principale, risalente al XII secolo, che conserva una reliquia di un presunto drago che, secondo la leggenda, fu ucciso in loco da Lucio di Alessandria. La chiesa, dall'intero squisitamente barocco, conserva anche un ostensorio di Nicola da Guardiagrele.
- Abbazia di San Giovanni in Venere (Fossacesia): antichissima abbazia cistercense, sorta sul tempio di Venere sulla punta del golfo omonimo. Risale all'XI secolo, ma l'impianto attuale è del XII secolo, con restauri del XVII secolo, poi rimossi, in seguito all'attacco dei Saraceni. La chiesa ha un impianto rettangolare con tre absidi posteriori, e facciata a capanna tripartita, decorata da portale in pietra bianca, in stile romanico. Anche la cripta sotterranea è romanica, con affreschi di gusto bizantino del Redentore.
- Chiesa di San Michele (Atessa)
- Convento di San Pasquale (Atessa)
- Chiesa di San Rocco (Atessa)
- Chiesa di Santo Stefano (Castel Frentano)
- Chiesa di Santa Maria Assunta (Paglieta) - con tipica torre civica del XIV secolo
- Chiesa di Santa Maria Maggiore (Casoli)
- Chiesa di Santa Reparata (Casoli) - Monumento nazionale (XIV secolo)
- Chiesa di Santa Maria dei Raccomandati (Gessopalena)
- Chiesa abbazia di Sant'Egidio (Gessopalena Vecchia)
- Chiesa di San Giacomo Apostolo (Torricella Peligna)
- Case Santa Maria (Torricella Peligna) - piccolo convento rurale del XVIII secolo
- Chiesa di San Martino e Santa Giusta (Montenerodomo)
- Chiesa di San Pietro (Civitaluparella)
- Chiesa della Madonna del Girone (Pizzoferrato) - chiesa del XIII secolo, adagiata sopra il pizzo roccioso
- Chiesa Madre di San Remigio (Fara San Martino)
- Abbazia di San Martino in Valle (Far San Martino) - Suggestivo monastero del XIII secolo, situato all'inizio delle gole
- Chiesa dei Santi Nicola e Clemente (Lama dei Peligni)
- Convento Francescano di Lama dei Peligni
- Grotta Sant'Angelo di Lama
- Facciata della chiesa di San Biagio (Taranta Peligna)
- Chiesa di San Falco (Palena)
- Eremo della Madonna dell'Altare (Palena)
- Chiesa di Santa Maria della Serra (Palombaro)
- Grotta Sant'Angelo di Palombaro
- Chiesa di Santa Maria Assunta (Sant'Eusanio)
- Chiesa di San Pietro (Roccascalegna)
- Chiesa di Santa Maria del Popolo (Bomba)
- Abbazia di San Pancrazio (Roccascalegna)
- Chiesa della Madonna in Basilica (Villa Santa Maria)
- Chiesa di San Nicola (Villa Santa Maria)
- Collegiata di Santa Maria delle Grazie (Tornareccio)
- Chiesa di San Giovanni Battista Decollato (Monteferrante)
- Chiesa di San Nicola (Pennadomo)
- Chiesa di San Giovanni Evangelista (Colledimezzo)
- Chiesa di Sant'Egidio (Borrello)
- Santuario di Santa Maria delle Grazie (Rosello)
- Chiesa di Santa Maria del Popolo (Altino)
- Chiesa di Santa Maria dell'olmo (Archi)
- Basilica di Santa Maria Assunta (Castel di Sangro)
- Chiesa di San Giovanni Battista (Castel di Sangro)
- Chiesa di Santa Maria Assunta (Roccaraso)
- Chiesa di San Gioacchino (Ateleta)
- Chiesa di San Donato (Fossacesia)
- Chiesa di San Salvatore (Torino di Sangro)
- Chiesa di San Matteo (Rocca San Giovanni)

### Castelli

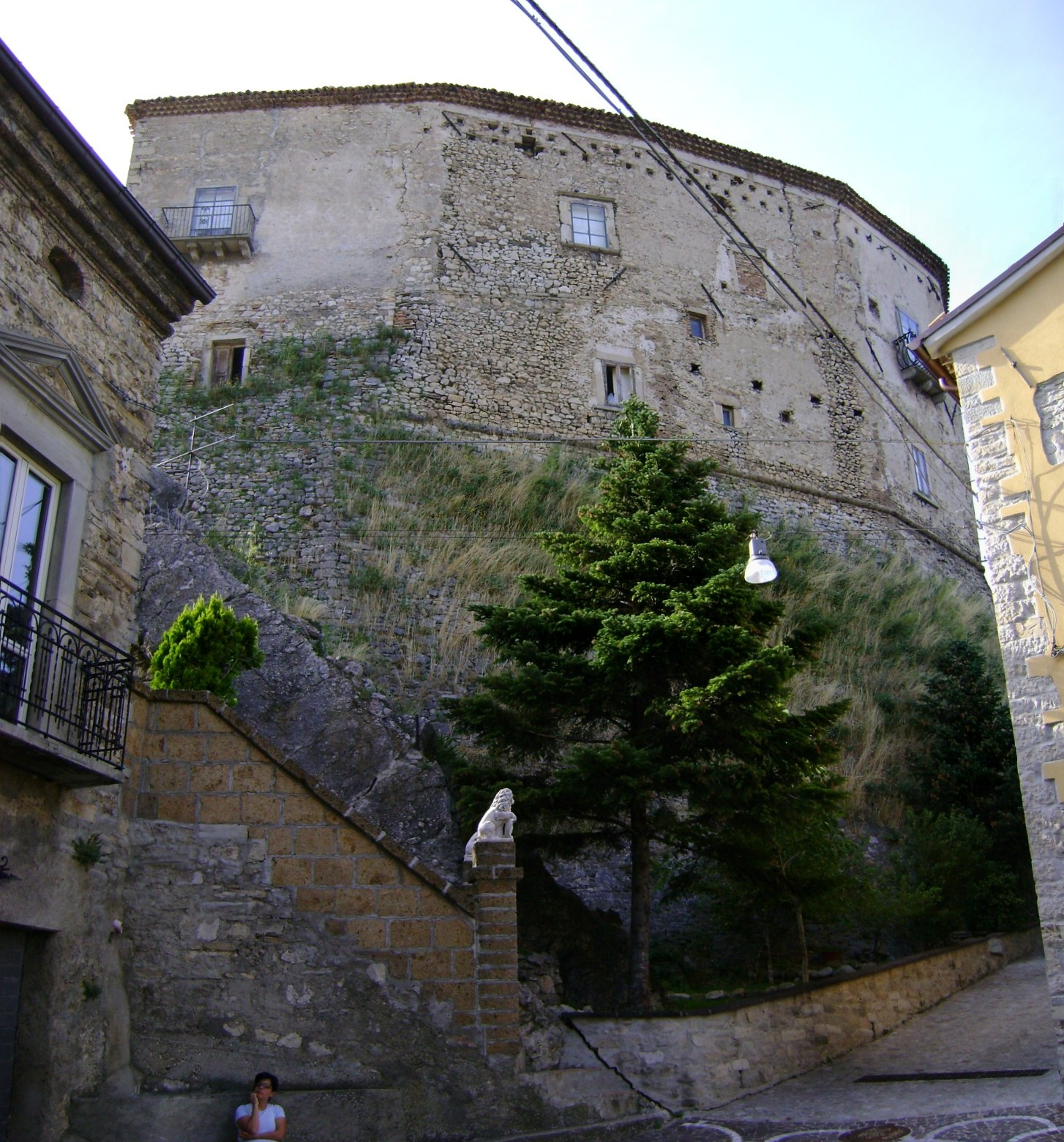
Castello Franceschelli di Montazzoli

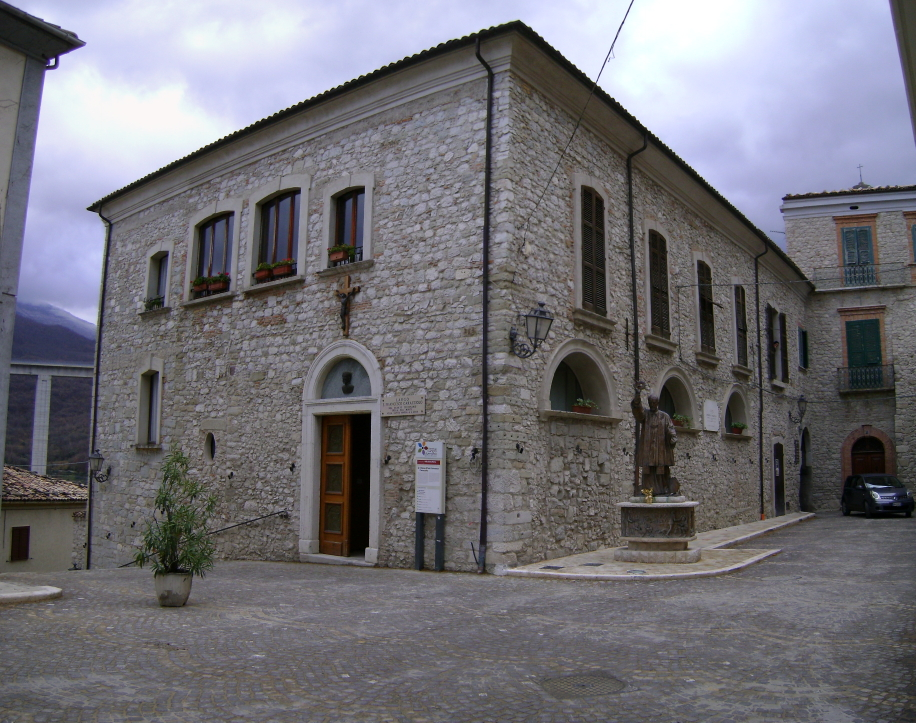
Museo Casa Caracciolo (Villa Santa Maria)

- Torri Montanare (Lanciano) - Storiche mura di difesa Normanne dell'XI secolo
- Torrione Aragonese (Lanciano) - XV secolo
- Castello di Roccascalegna
- Castello ducale di Casoli
- Torretta di Prata (Casoli)
- Borgo medievale di Terravecchia (Fara San Martino)
- Castello Baglioni (Civitella Messer Raimondo)
- Castello Lannutti (Archi)
- Palazzo baronale (Borrello)
- Castello di Gamberale
- Borgo medievale di Atessa - Arco 'Ndriano - Porta San Michele
- Palazzo ducale di Castelfrentano
- Castello Franceschelli (Montazzoli)
- Castello D'Avalos (Colledimezzo)
- Borgo abbandonato di Buonanotte Vecchio (Montebello sul Sangro)
- Borgo medievale di Gessopalena Vecchia
- Castello ducale di Palena
- Resti del castello di Lama dei Peligni
- Resti del castello medievale di Castel di Sangro
- Borgo fortificato di Roccacinquemiglia (Castel di Sangro)
- Sperone di Castello Re Caldora (Civitaluparella) - ruderi dell'antico castello, accanto alla chiesa dell'Annunziata

### Palazzi e musei
- Palazzo De Crecchio (Lanciano) - Sede della biblioteca
- Parco delle Arti Musicali Frentane - Torri Montanare / Chiesa di Santa Giovina (Lanciano)
- Palazzo Arcivescovile - Sede del Museo diocesano (Lanciano)
- Polo Museale del Convento di Santo Spirito (Lanciano) - Museo civico archeologico di Lanciano
- Palazzo Spaventa - Sede Museo Aligi Sassu (Atessa)
- Museo Casa natale di Cesare De Titta (Sant'Eusanio)
- Museo del Territorio e della Fauna (Fara San Martino)
- Museo delle armi da guerra e della tortura - castello di Roccascalegna
- Museo Geopaleontologico del Castello (Palena) e Museo dell'orso marsicano (presso l'ex convento di Sant'Antonio)
- Casa Caracciolo - Museo di San Francesco Caracciolo e dei Cuochi (Villa Santa Maria)
- Museo naturale archeologico "Maurizio Locati" - Giardino botanico e riserva dei Camosci (Lama dei Peligni)
- Museo dell'orso marsicano (Palena)
- Palazzo De Petra e Pinacoteca d'arte "Teofilo Patini" (Castel di Sangro)
- Museo civico memorie della vita contadina (Borrello)
- Museo Etnografico (Bomba)
- Museo di John Fante, presso la biblioteca civica (Torricella Peligna)
- Museo all'aperto del Borgo Vecchio di Gessopalena
- Museo del sito archeologico di Juvanum (Montenerodomo)

### Siti archeologici

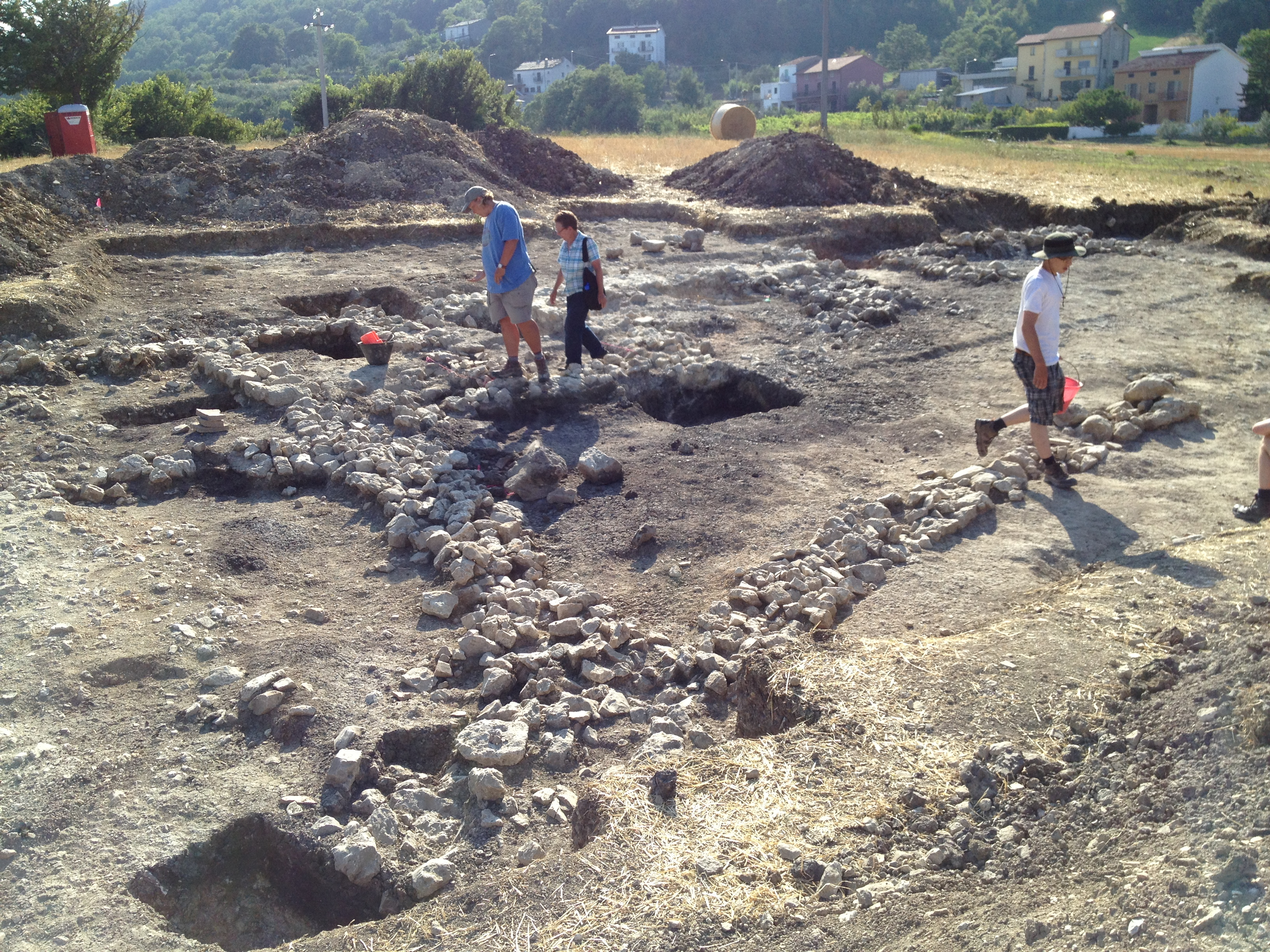
Il sito archeologico di Pallanum a Tornareccio

| Archi             | Sito archeologico di Fonte Tasca                                                        |
| Atessa            | Sito archeologico di Porcari                                                            |
| Casoli            | Zona archeologica di Cluviae                                                            |
| Montenerodomo     | Parco archeologico di Juvanum                                                           |
| Montenerodomo     | Mura megalitiche                                                                        |
| Quadri            | Parco archeologico di Trebula                                                           |
| San Vito Chietino | Sito archeologico di Murata Bassa                                                       |
| Roccascalegna     | Ceramiche ed industrie litiche di Colle Longo-Ruderi di un edificio del III secolo a.C. |
| Tornareccio       | Parco archeologico naturalistico di Pallanum                                            |

### Monumenti sulla Brigata Maiella

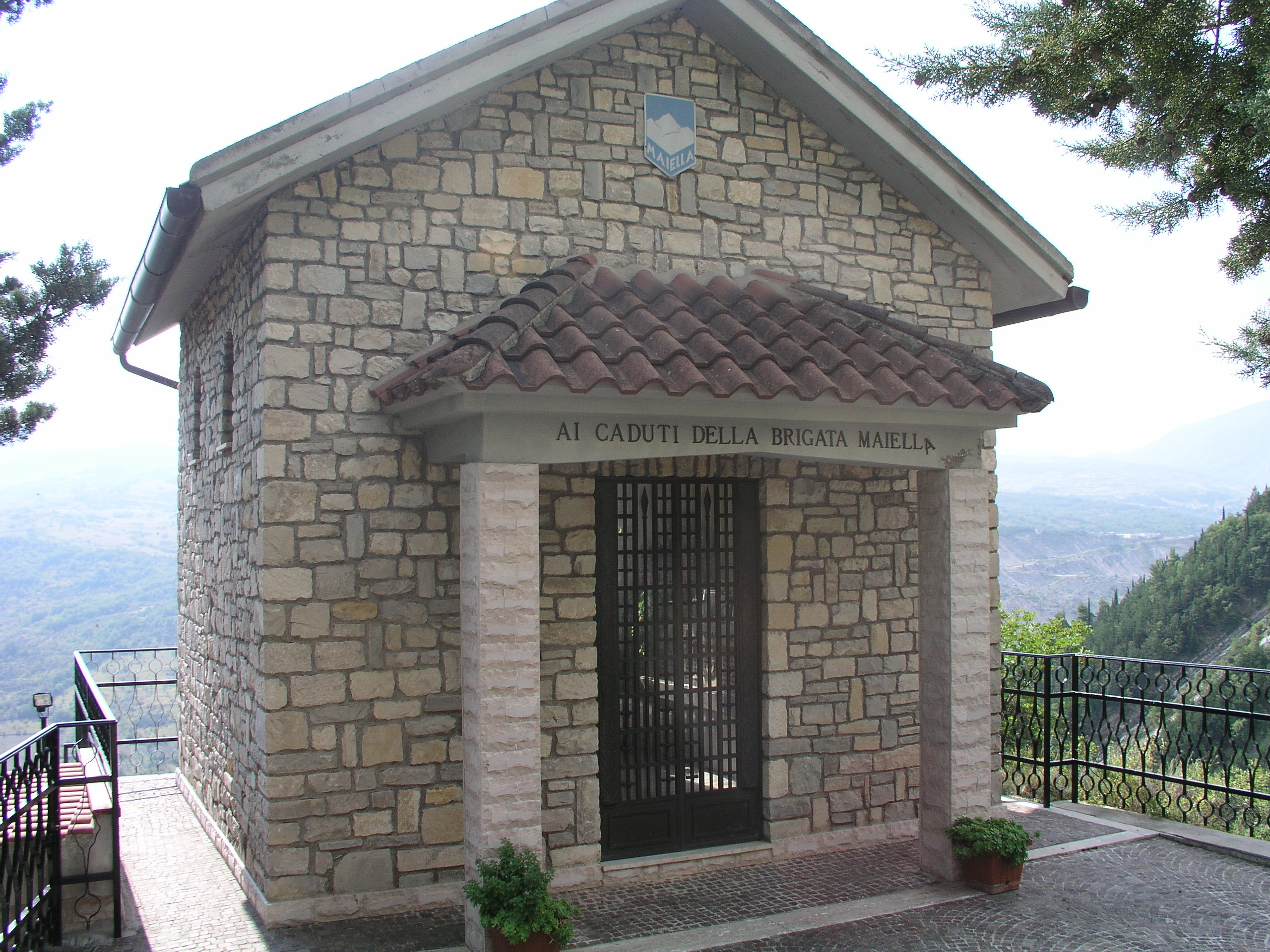
Sacrario dei Caduti della Brigata Maiella

- Sacrario dei Caduti della Brigata Maiella: si trova nel comune di Taranta Peligna, eretto simbolicamente a strapiombo sulla roccia della Maiella, lungo la strada che da Lama dei Peligni conduce a Palena, a significare la fortezza e la tenacia dei partigiani abruzzesi, nelle operazioni di guerriglia sulle alture della montagna. Il sacrario è stato realizzato qualche anno dopo la fine della guerra nel 1945, composto da una cappella a forma di capanna, in conci di pietra regolare, molto modesta, con sopra l'architrave del portale la lapide con l'iscrizione "Onore ai caduti" e lo stemma ufficiale della Brigata. L'interno conserva le lapidi tombali con le fotografie dei principali brigadisti caduti durante le operazioni di liberazione del territorio del Sangro-Aventino. Il sacrario è preceduto da un percorso a piedi lungo la parete rocciosa, dove sono scolpite le principali tappe, da Casoli a Brisighello in Veneto, conquistate dai brigadisti di Ettore Troilo, tale cammino è detto "della Liberazione", fino al raggiungimento del piazzaletto del sacrario, dove si trovano delle lapidi commemorative che ricordano le visite di onorevoli e presidenti della Repubblica, di cui si ricordano Carlo Azeglio Ciampi, legato fortemente al territorio abruzzese, poiché fu ospitato da esule in un palazzo a Scanno, poi Luigi Einaudi, anche gli sfollato in Abruzzo, e di recente, nella visita speciale del 25 aprile 2018, il presidente Sergio Mattarella, che ha visitato anche Casoli, e il museo della Memoria allestito nel castello ducale.
- Borgo medievale di Gessopalena: l'intero paese vecchio di Gessopalena è per così dire un monumento vivente alla distruzione tedesca, e in particolare si ricordano la lapide ai caduti civili posta nel piazzale anfiteatro affacciato verso la Maiella, e la casa che ospita la Fondazione della Brigata Maiella, oltre al Monumento ai Caduti eretto nella piazza della cittadina.
- Monumento alle Vittime Civili di Torricella Peligna: è stato eretto negli anni '50 sopra l'area del vecchio castello, fatto saltare in aria dai tedeschi. Sovrasta l'intero abitato di Torricella
- Percorso della Memoria di Pizzoferrato: si trova nella parte alta del paese, presso la Morgia, provenendo dal Corso Umberto I. Il sentiero di battaglia della cosiddetta Wigforce capitanata dal Maggiore Lionel Wigram, nell'assalto del 2-3 febbraio 1944, è costellato di monumenti commemorativi, iscrizioni esplicative che rievocano le vicende principali della guerriglia partigiana contro i tedeschi, una grossa scultura a forma di cappello alpino, e infine il percorso termina nella chiesetta di Santa Maria del Girone, anch'essa interessata dalla battaglia, poiché i tedeschi vi fucilarono i superstiti brigadisti che si erano riparati nell'altare, di cui ancora oggi sono visibili i colpi scavati nel muro interno.
- Sacrario dei Caduti Senza Croce di Monte Zurrone: sorge sopra un'altura che sovrasta Roccaraso, ben visibile sia dal paese che dalla strada della Piana delle Cinquemiglia, raggiungibile attraverso la strada per l'Aremogna. Il sacrario è stato eretto negli anni '50 a forma di cappella triangolare in conci di pietra con una grande croce in cima. Al centro di questo grande piedistallo-cappella, si trova una nicchia con una campana, fatta suonare in segno di lutto il giorno della distruzione di Roccaraso e il 25 aprile.
- Museo della Memoria del castello ducale di Casoli: il castello Masciantonio è stato adibito di recente a vari usi, e una sala in particolare, intitolata a Lionel Wigram, ricorda con documenti e fotografie, e pannelli esplicativi le principali vicende della nascita della Brigata Maiella a Casoli, per volere di Ettore Troilo, con diretto interessamento del Wigram.
- Piazza della Memoria a Casoli: piccolo piazzale posto al termine di via Aventino, realizzato tra il 2017 e il 2018, con un grosso pannello espositivo con i volti e i nomi degli internati nel campo di prigionia di Palazzo Tilli. È stato visitato il 25 aprile 2018 dal Presidente Sergio Mattarella.

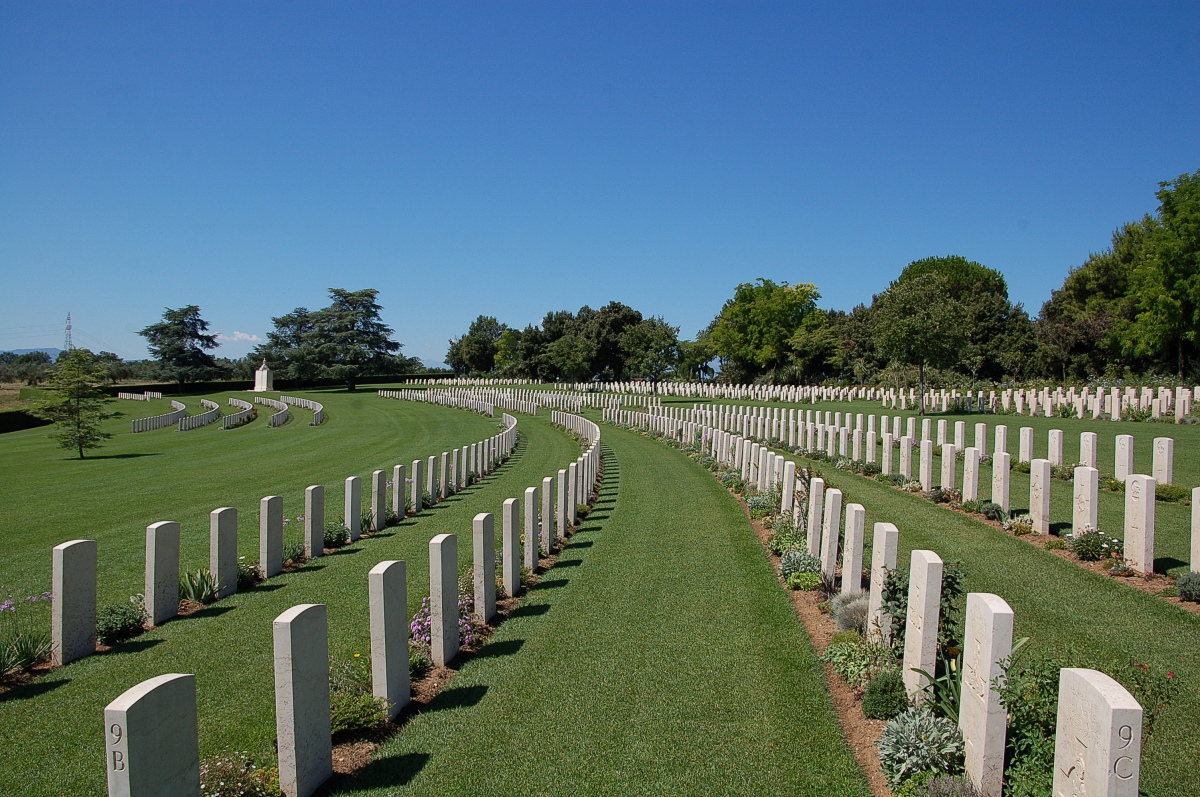
Tombe del Cimitero Militare Britannico di Torino di Sangro

- Monumento agli Eroi Ottobrini (Lanciano): situato nei pressi dell'ingresso al Corso Roma nel Piazzale VI Ottobre, si tratta di una sorta di sacrario composto da tre grandi lapidi in cemento convesse che formano una sorta di "abbraccio" verso lo spettatore. I blocchi di cemento hanno al centro un bassorilievo ritraente una scena allegorica della morte degli "eroi ottobrini" per mano tedesca, negli altri riquadri in marmo sono affisse targhe commemorative e i nomi dei caduti.

### Aree naturali

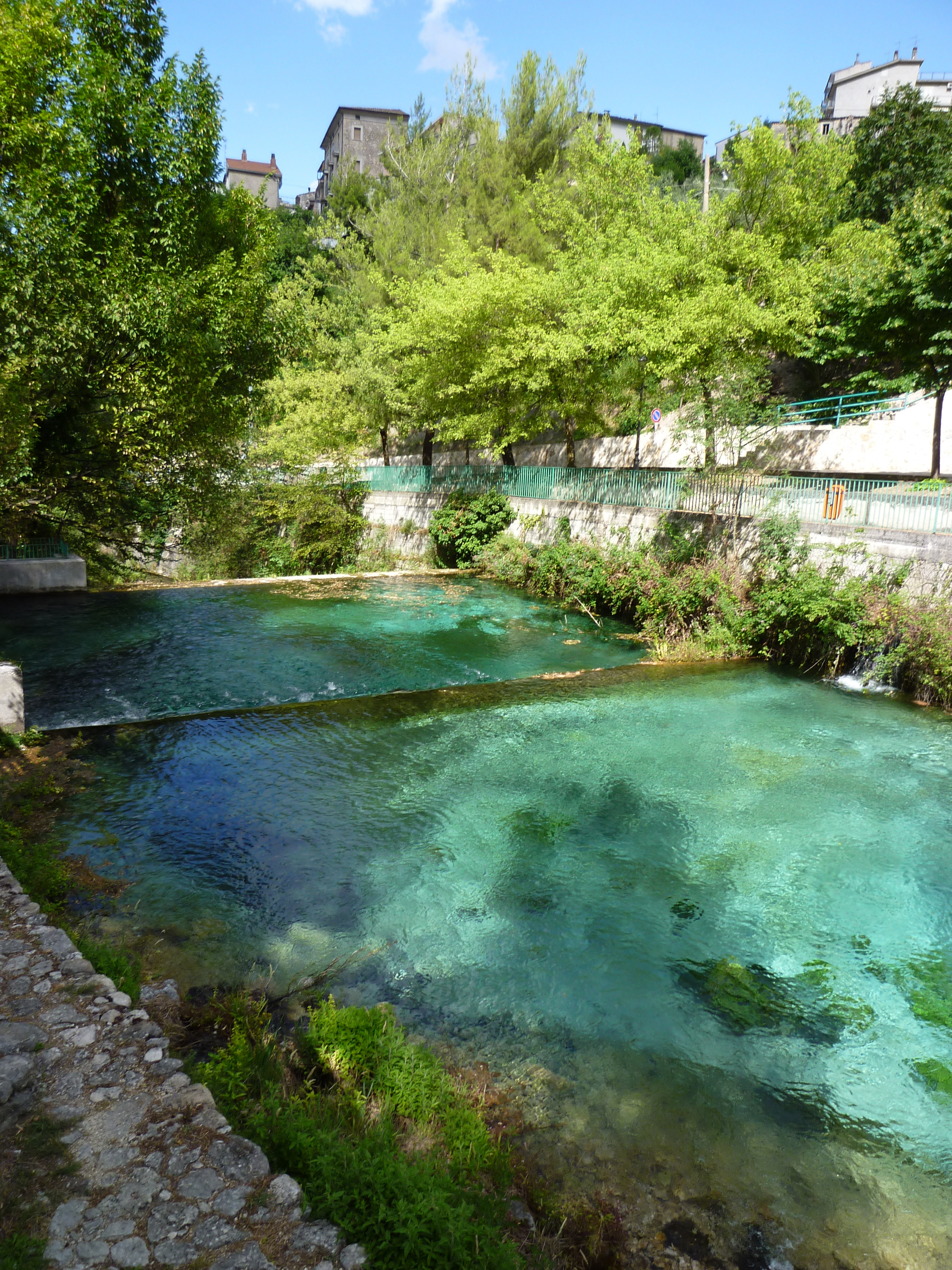
Sorgenti del fiume Verde

- Montagna: dalla parte del Sangro i luoghi naturali di maggior interesse sono il lago artificiale di Bomba, dove è possibile pescare, navigare, nonché fonte economica per il servizio idrico della zona di Villa Santa Maria. Il percorso sulla montagna offre un cammino da Bomba verso il centro di Tornareccio, giungendo sulla cima del Monte Pallano. Ivi è presente anche il sito archeologico di Pallanum, risalente al neolitico. Il percorso si snoda verso Monteferrante, Roio del Sangro e Rosello. La presenza di boschi locali preludono alla riserva naturale dell'Abetina di Rosello, ricca di due laghetti naturali. In direzione di Quadri il percorso naturale incomincia da Borrello, dopo l'area boschiva del Santuario di Santa Maria delle Grazie di Rosello, sprofondando nelle gole con le cascate del Verde, facenti parte della riserva naturale. Giungendo a Quadri il percorso di una piccola cascata porta fuori dall'abitato, in direzione di Civitaluparella, dove vi è il complesso della vecchia Badia di Santa Maria dello Spineto in Trebula. Civitaluparella dispone di un boschetto dietro il borgo, e di un promontorio roccioso sopra il borgo, dove vi è il sito del vecchio castello Caldora. Gamberale dispone invece della riserva di un lago omonimo, con la chiesetta di San Domenico, nonché dell'impianto sciistico Valle del Sole, con boschetto annesso. Pizzoferrato è località caratteristica e stazione climatica per lo sperone roccioso enorme che sovrasta il borgo, dove vi è il belvedere del vecchio castello, attiguo alla chiesetta di Santa Maria del Girone.

Il territorio molisano offre i panorami sulle gole del Sangro, dai borghi di Capracotta e Pescopennataro, dal panorama roccioso dell'eremo di San Luca. Vi è inoltre un comprensorio sciistico sopra il Monte Capraro. Tornando all'Abruzzo, dal versante del fiume Aventino, da Casoli si accede al lago Sant'Angelo, con il colle superiore sovrastato dalla Torretta di Prata, risalente ai Normanni. Lo scenario è dominato dal promontorio del paese vecchio di Gessopalena e dal belvedere del vecchio castello di Torricella Peligna. Il punto naturale più visitato tuttavia, dove comincia il Parco Nazionale della Maiella è la riserva delle Gole di Fara San Martino, dove ci sono i resti del Monastero di San Martino in Valle e le sorgenti del fiume Verde. Il percorso naturale si sposta verso Palombaro, in direzione di Guardiagrele, presso la riserva Feudo Ugni, dove c'è l'eremo di grotta Sant'Angelo; altrimenti la via è verso Lama dei Peligni, culla del camoscio abruzzese, e della Grotta del Cavallone, immortalata da D'Annunzio in La figlia di Iorio. Lo scenario delle gole dell'Aventino è dominato dalla riserva fluviale delle Acquevive a Taranta Peligna, mentre il fiume è visibile presso Palena, dove vi è la riserva dell'orso marsicano, appena fuori dal paese. Da lì parte il percorso verso il Valico della Forchetta, dove vi è l'eremo celestiniano della Madonna dell'Alrare, punto di confine tra il parco della Val di Sangro e la provincia aquilana del Parco della Maiella.
- Collina e mare: la collina della valle è dominata, nella zona di Atessa, dal complesso industriale Honda - Sevel, mentre nella zona frentana di Castel Frentano-Sant'Eusanio del Sangro è visitabile la riserva naturale del lago di Serranella. Il mare è dominato invece dal panorama del promontorio di San Giovanni in Venere, e dal comune fossacesiano, fino a Torino di Sangro, il territorio è incluso nell'area naturale della Costa dei Trabocchi. A Torino sono inoltre visitabili la zona naturale della Lecceta e il cimitero britannico, in onore ai caduti della seconda guerra mondiale.

## La costa dei Trabocchi

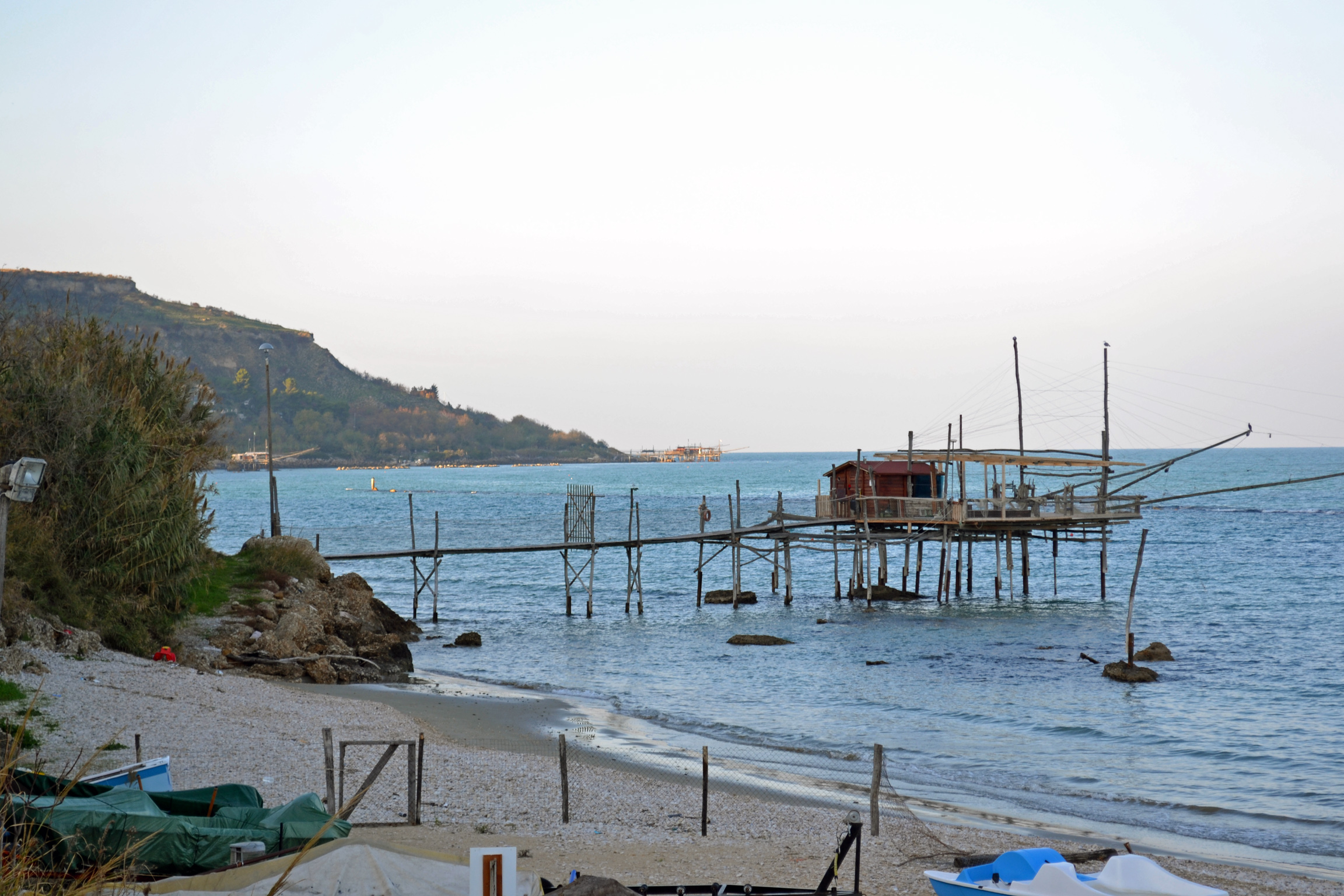
Un trabocco di Fossacesia

La valle confina ampiamente con la famosa costa, precisamente nel territorio di Fossacesia Marina, facilmente accessibile dall'autostrada A 14 e dalla superstrada della Fondovalle Sangro. Il territorio comprende i comuni marittimi di Ortona-San Vito-Fossacesia-Rocca San Giovanni-Torino di Sangro-Casalbordino-Vasto. Il cuore pulsante storico della costa è il tratto San Vito e Fossacesia, dove le costruzioni pescatorie dei Trabocchi risale all'800. Tali macchine in legno servivano a solo scopo della pesca, realizzate in legno con corpo principale sorretto da tronchi di base poggianti su rocce sporgenti dal mare, e braccia estese verso il mare. Nel 1889 il poeta Gabriele D'Annunzio comprò una villa sul cosiddetto "promontorio dannunziano" presso San Vito, per l'ispirazione dell'opera Trionfo della morte, e per nascondere l'amore clandestino con Barbara Leoni. I Trabocchi servirono come fonte di lavoro fino agli anni '80, quando il commercio industriale del porto di Ortona mise in crisi le attività. Nei primi anni 2000 è cominciato un recupero culturale delle attrezzature da pesca, con successiva trasformazione dei Trabocchi in ristoranti a tema. I Trabocchi più rappresentativi sono quello di "Capo Turchino", descritto da D'Annunzio nella sua opera, e successivamente i Trabocchi "Punta Cavalluccio - Valle Grotte -Sasso della Cajana", fino ai due Trabocchi della Marina di San Vito. Il turismo marittimo d'estate si mescola anche col turismo religioso, dacché a Fossacesia Marina è facilmente raggiungibile il promontorio dell'abbazia di San Giovanni in Venere, risalente al XII secolo, in stile romanico.

## Area montana sciistica Alto Sangro

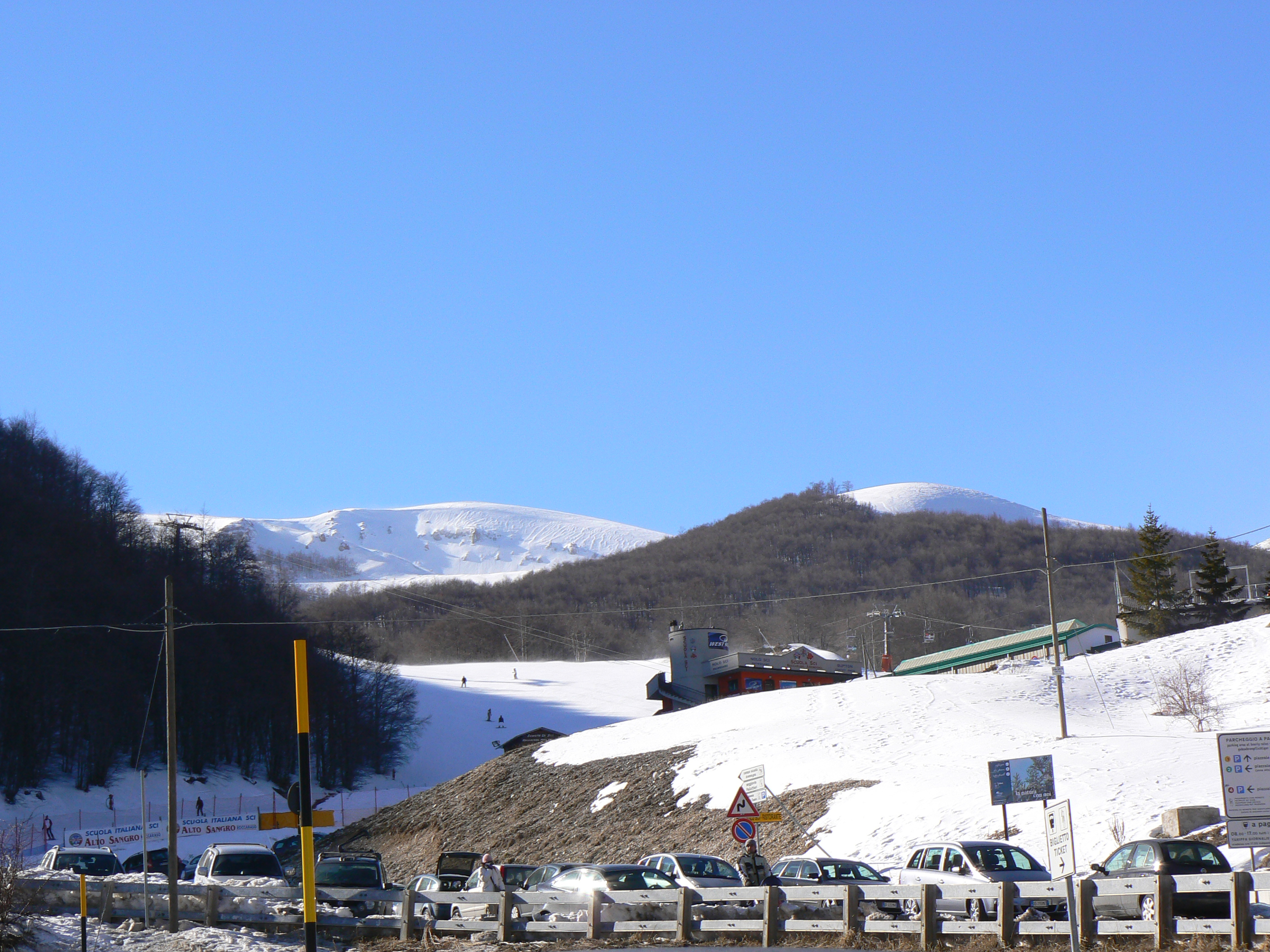
Piano Aremogna, Roccaraso

La valle si estende fino all'Altopiano delle Cinque Miglia, presso Castel di Sangro. Piste da sci si trovano nella vicina Gamberale nella Valle del Sole, presso Pizzoferrato, a 2 km dal paese. La zona montuosa più gettonata per lo sci è Roccaraso, assieme a Pescasseroli, dove culmina la Comunità montana Alto Sangro. Roccaraso si trova esattamente 5 km dopo Castel di Sangro, superata la contrada Roccacinquemiglia. Gli impianti più noti sono quelli di Monte Zurrone e Monte Aremogna.
La zona è raggiungibile dalla Fondovalle Sangro che, eccetto un pezzetto presso Sant'Angelo del Pesco (IS), al confine tra provincia dell'Aquila, provincia di Chieti, conduce fino a Castel di Sangro, da dove è possibile continuare la strada statale per Pescasseroli o Roccaraso.

## Iniziative per lo sviluppo economico
I progetti in corso per lo sviluppo del territorio sono molteplici, come ad esempio il campus tecnologico istituito per la condivisione e la crescita delle competenze tecniche acquisite dalle aziende.
Un altro progetto riguarda la realizzazione di un importante polo fieristico in contrada Cerratina che si proporrebbe come la principale vetrina del centro-sud.
Attualmente la fonte primaria economica, come già detto, è il comprensorio industriale della Sevel, presso lo scalo di Paglieta. Negli anni '90 è sorta una associazione turistica provinciale, chiamata "Terre del Sangro Aventino", con l'incarico di valorizzazione dei principali monumenti delle città e borghi della valle del Sangro e del fiume Aventino fino a Palena. Il territorio abbracciato comprende la piana di Fossacesia fino a Ortona e Torino di Sangro, mentre nell'entroterra avrebbe compreso i territori tra Lanciano-Atessa-Sant'Eusanio del Sangro e Palombaro, unendosi da una parte (Fara San Martino) al Parco Nazionale della Maiella, e dall'altra verso Bomba e Villa Santa Maria, fino a Rosello.
Sono in corso proteste per la presunta realizzazione di un inceneritore in località Brecciaio di Sant'Eusanio del Sangro, mentre sono scoppiate proteste nel 2014 -15 durante la realizzazione dell'elettrodotto Villanova di Cepagatti-Gissi, i cui tralicci della Società Terna passano per contrada Sant'Onofrio di Lanciano, Contrada Paludi di Castel Frentano, Contrada Cotti di Sant'Eusanio e Paglieta, passando poi per Pollutri, fuori dalla valle.
È in processo anche la realizzazione del Corridoio Verde Adriatico, ossia una pista ciclabile sulla litoranea adriatica, che parte da Martinsicuro (provincia di Teramo), arrivando al Molise, fino alla Puglia. Attualmente, nel 2016, tutta la provincia di Teramo è stata attraversata dalla pista, i cui lavori si stanno concentrando sulla galleria ferroviaria di Ortona. Nella valle del Sangro, la pista passerà per la costa dei Trabocchi, tra Fossacesia e San Vito Chietino.